# Storia di Lanciano

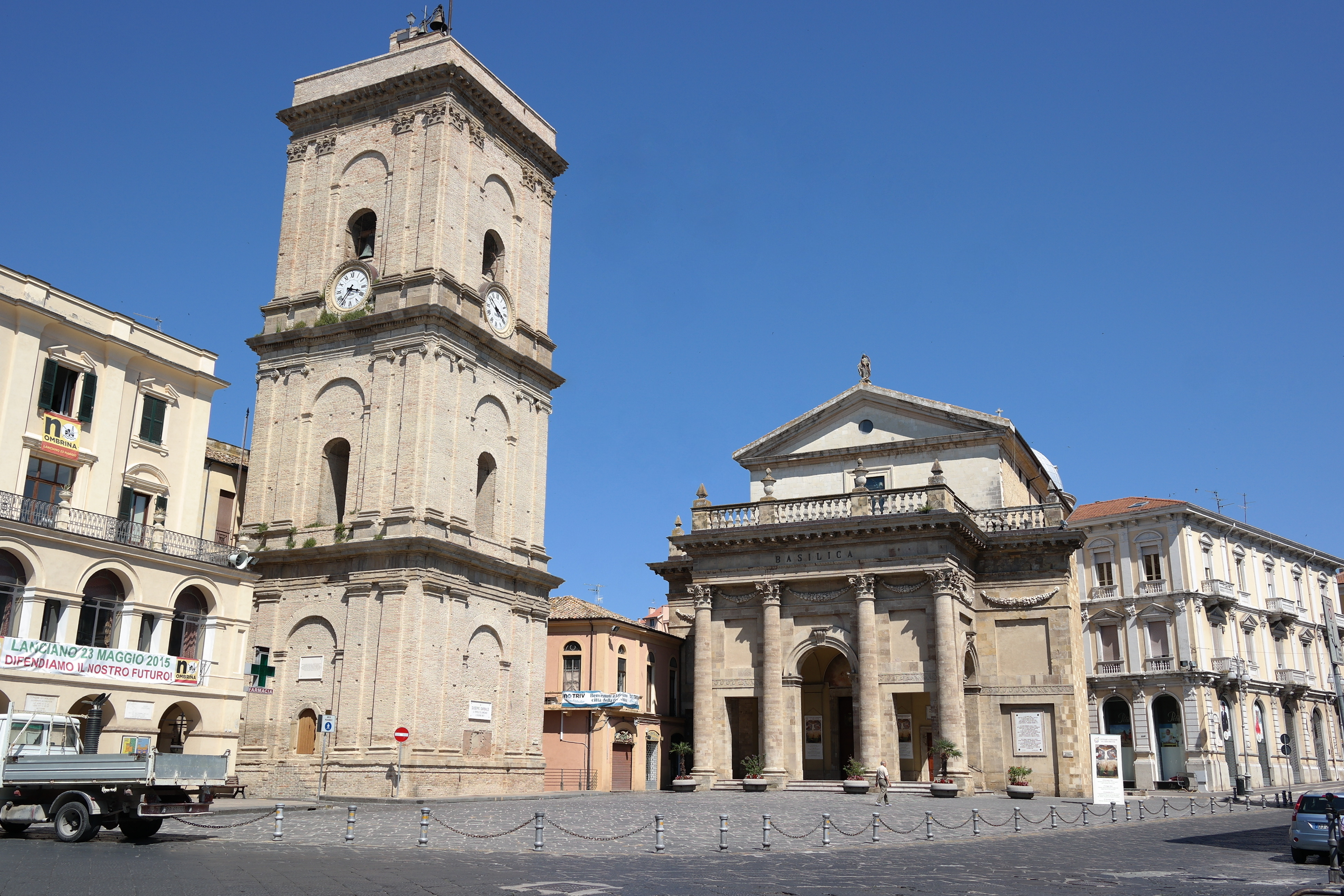
Veduta della facciata e del campanile della Cattedrale della Madonna del Ponte

La storia di Lanciano è molto antica essendo stata la città un centro di primaria importanza politica e commerciale.

## Dal Paleolitico alla conquista romana

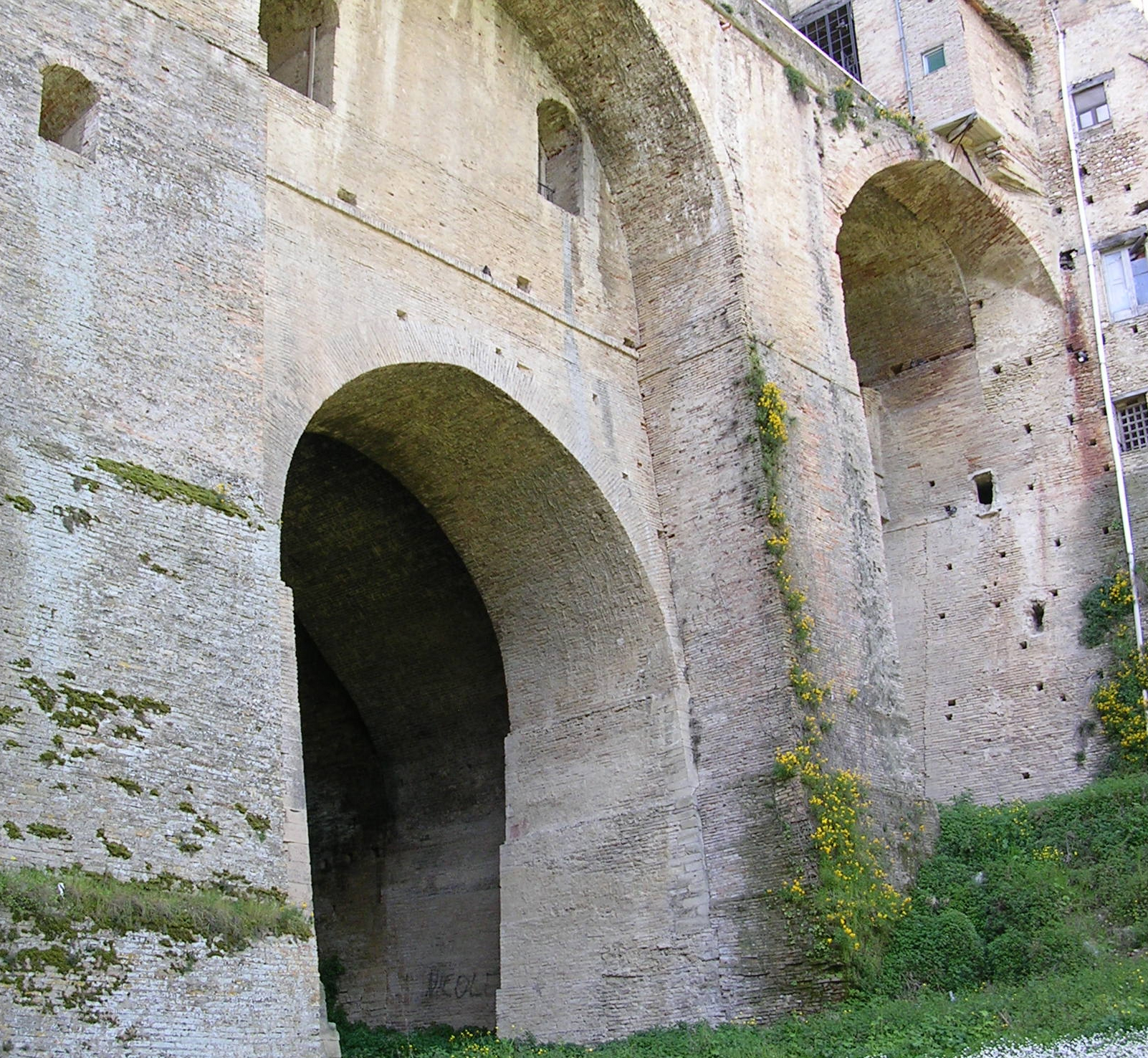
Il ponte romano di Diocleziano (III secolo) sotto la Cattedrale

Il territorio di Lanciano è stato abitato con continuità fin dal Paleolitico: la presenza umana più antica è testimoniata da ritrovamenti di strumenti in selce e pietra, risalenti a trentamila anni fa. Rinvenimenti archeologici, riportati negli studi di Andrea Staffa e Florindo Carabba, hanno testimoniato la presenza sin dall'epoca preistorica dell'uomo a Lanciano, con gli scavi degli anni 90 presso Largo San Giovanni, piazza Plebiscito e via dei Bastioni  reperti conservati nel museo civico archeologico dell'ex convento di Santo Spirito.
Diversi, poi, sono i reperti di epoca neolitica. I più importanti furono portati alla luce nel 1969 in contrada Marcianese, nel cosiddetto Villaggio Rossi: di questo insediamento sono riemersi fondi di capanna con frammenti di utensili e resti animali ed umani, il tutto risalente ad una comunità che lo avrebbe abitato nel periodo tra VI e V millennio a.C.. Successivi scavi nel corso degli anni novanta hanno permesso di ritrovare altre testimonianze risalenti al III millennio a.C. nel sito dell'attuale centro storico.
Le origini della città affondano nel mito. La tradizione, tramandata da due storici del Seicento come Giacomo Fella e Pietro Pollidori, vuole che essa sia stata fondata nel 1179 a.C. da Solima, profugo troiano approdato in Italia insieme ad Enea, un anno dopo la distruzione della stessa Troia nel 1180 a.C., col nome di Anxanon o Anxia (dal nome di un compagno morto in guerra). Solima, secondo altre credenze di epoca medioevale, avrebbe fondato di lì a poco anche la città di Sulmona. Il nome si sarebbe poi evoluto in Anxanum con la conquista romana (II secolo a.C.) e in Lanzano nel Medioevo sino a divenire quello attuale.
Secondo le notizie di alcuni storici romani (Varrone, Livio e Plinio il Vecchio), in seguito Anxanon fu capitale del popolo Frentano, gente di stirpe sannitica che occupò l'area costiera tra il Pescara ed il Fortore a partire dal V secolo a.C. In quest'epoca, probabilmente, la città subì l'influsso culturale dei Greci, che allora controllavano i traffici commerciali sulla sponda occidentale dell'Adriatico. Tra il IV secolo a.C. ed il III secolo a.C. i Frentani presero parte alle prime due guerre sannitiche, accettando di diventare foederati dei Romani dopo la sconfitta subita nel 304 a.C..
Nel periodo tra il V secolo e il IV secolo a.C. la città di Anxa con tutti gli altri centri Frentani, escluso Larinum (stato autonomo), formava un unico unione federale Frentano-Sannita. Nel suo tentativo di espansione, Roma rivolse la sua attenzione ai Sanniti, di conseguenza anche i Frentani furono coinvolti nella guerra romana. Nel 319 a.C. Roma, dopo numerosi insuccessi, accordò ai Sanniti l'antica alleanza. Nel 304 appunto i Frentani si staccarono dai Sanniti, alleandosi con Roma, conservando sempre l'autonomia, determinate fu l'aiuto che dettero ai Romani nella seconda guerra punica contro Annibale Barca.
Il territorio frentano era diviso in tanti centri che costituivano, con il circondario della Val di Sangro, vere e proprie comunità politiche. Tali centri possedevano statuti e magistrati, ed erano indipendenti gli uni dagli altri. Anche Anxa costituì un centro importante, essendo la Capitale, ebbe un ruolo preminente nell'ambito del governo della valle, ed ebbe leggi proprie.
Il commercio principale era di carattere agricolo-pastorale, ma anche artigiano presso Anxa, poiché presso la valle passava un tratturo che collegava la Maiella alla Puglia foggiana. Nel Sannio pre-romano esistevano collegamenti viari non solo tra la fascia costiera e i monti, ma anche da sud a nord. Questi percorsi erano utilizzati da popolazioni che nel flusso migratorio, provenienti dalla sponda opposta del Mar Adriatico, in parte restavano lungo la costa, in parte si spingevano verso l'entroterra. Le ceramiche rinvenute negli scavi,  molte delle quali di importazione dalla Daunia o dall'Africa, hanno testimoniato che l'economia lancianese era molto sviluppata e variegata, e che la città mediante il porto di Ortona riusciva a garantire lunghe rotte commerciali.
Il fenomeno della "transumanza" caratterizzò molto per secoli l'Abruzzo, e in particolare la zona frantana del Sangro, i cui percorsi permettevano collegamenti fino a Taranto, e con i Dauni del Tavoliere delle Puglie.

## Epoca romana

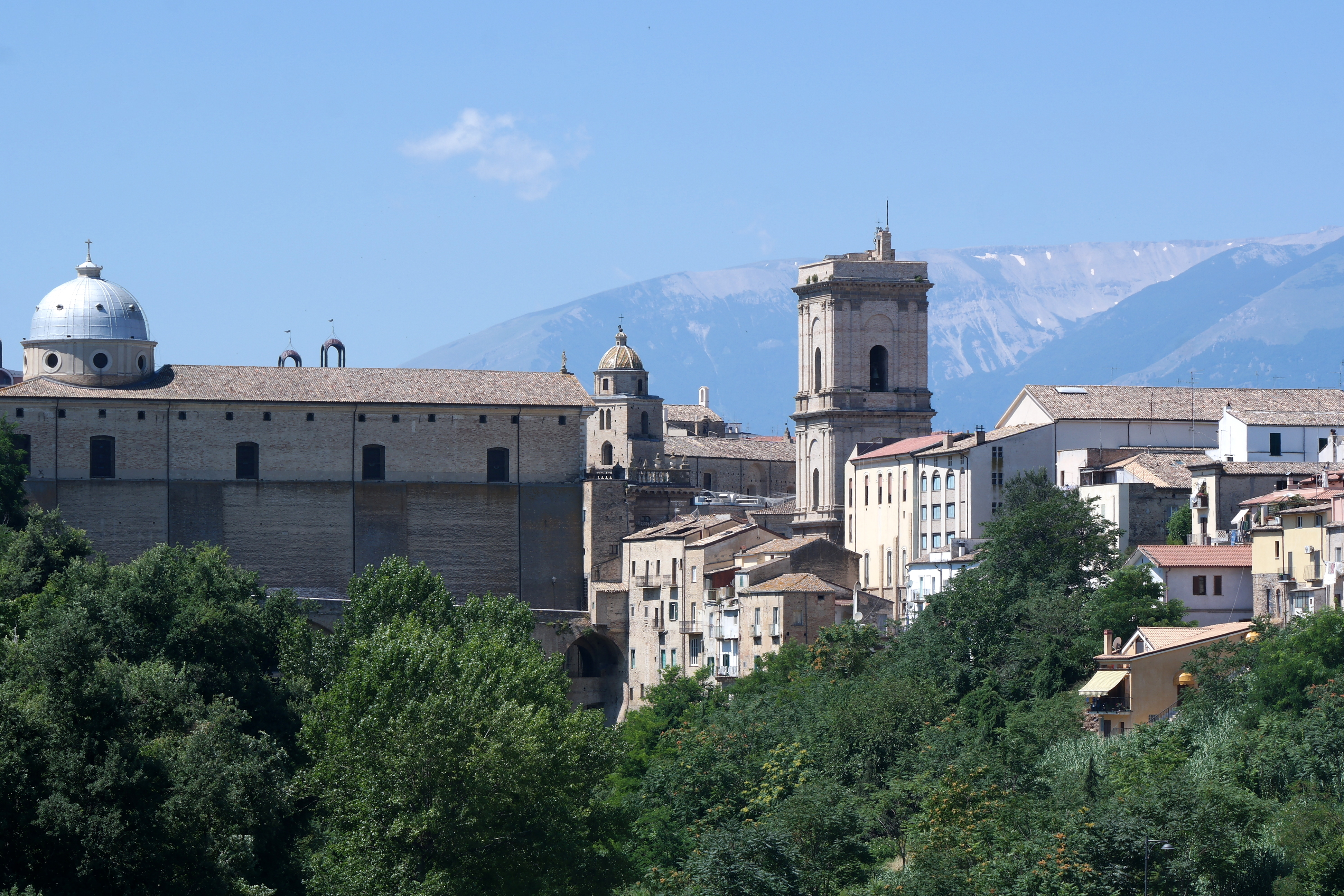
Veduta del centro storico con la Cattedrale: l'antico Anxanum sorgeva presso il Colle Erminio, nel rione Lancianovecchia, ripopolato dall'VIII secolo

Come detto, Anxanon entrò nella sfera di influenza di Roma intorno al 304 a.C.. A differenza delle altre popolazioni di ceppo sannita, essi rimasero fedeli a Roma durante le guerre puniche. Nella guerra sociale del 90 a.C., invece, furono tra i fautori della Lega Italica. Al termine di questo conflitto i Frentani beneficiarono dell'estensione della cittadinanza romana a tutti i popoli italici. In quest'epoca dovette subire anche la romanizzazione del nome, da Anxanon in Anxanum. Alcuni decenni dopo, con la riorganizzazione amministrativa dell'Italia voluta da Augusto, la città fu ascritta alla tribù Arniense, all'interno della Regio IV Samnium.

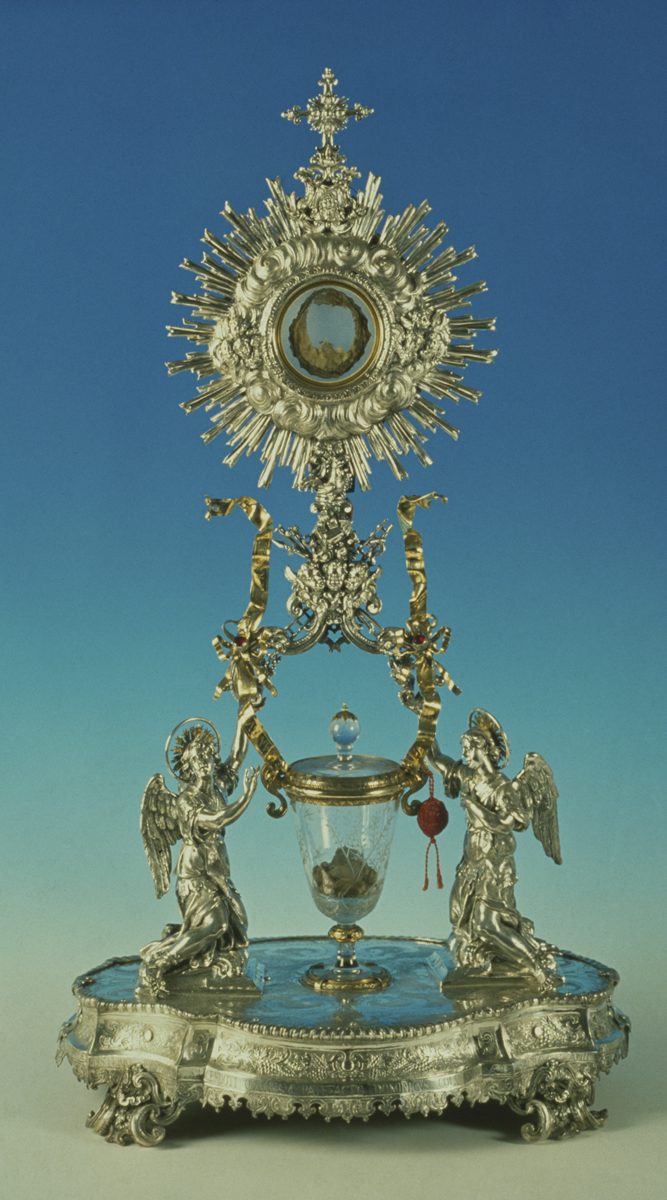
Il Miracolo eucaristico di Lanciano, verificatosi nell'VIII secolo nel convento di San Legonziano, ritenuto il primo miercolo eucaristico della storia della Chiesa

La città fu ordinata in seno alla Repubblica Romana come municipium: fatto attestato da una lapide, dapprima murata nel campanile di Piazza Plebiscito e, poi, fortemente danneggiata in seguito ai bombardamenti tedeschi del 6 aprile 1944. I frammenti della lapide furono in seguito ricomposti ed oggi si trovano nella parete sinistra del secondo piano del Palazzo Comunale. L'autenticità della lapide fu riconosciuta da Theodor Mommsen in una sua opera (vol. IX - Berlino 1883 pag. 280 n. 2998), nella quale afferma che questa fu rinvenuta dal poeta Oliviero nel 1510; questi la portò in Contrada Santa Giusta e da qui, nel 1520, fu ritrasferita in città per ordine del pretore Alfonso Belmonte. Lo stesso Mommsen afferma che "Lanciano fu senza dubbio un municipio romano".
In epoca romana Lanciano dovette conoscere una buona prosperità grazie alle sue fiere, dette nundinae, come testimoniato anche dagli scritti di in scritti di Varrone, Livio, Sigonio e Plinio il Vecchio. In effetti, fin dall'età antica la città ha dovuto la sua prosperità al commercio. Questa vocazione le deriva da una collocazione strategica: è a pochi chilometri dal mare ma è in collina, quindi meglio difendibile; inoltre, è vicino ad un'antichissima rotta commerciale che collegava la Puglia all'Italia settentrionale già in età preromana. Questo tracciato, probabilmente legato al tratturo L'Aquila-Foggia per la transumanza delle greggi, in epoca romana divenne una strada, detta Via Traiana, che partiva da Hostia Aterni (l'attuale Pescara) ed arrivava fino in Puglia passando per Ortona, Anxanum ed Histonium (Vasto).
Il primo a dare delle coordinate di Anxanum fu Tolomeo nella Descrizione del mondo. Anxanum venne indicata anche nella Tavola Peutingeriana e nell'itinerario di Antonino Pio risalente al 262, come stazione (mansio) della Via Traiana. I due itinerari sono stati pubblicati da Mommsen nel volume IX del "Corpus inscriptionum latinarum" a pag. 204.
Per usare le parole di un altro storico, Anton Ludovico Antinori che scrisse un saggio "Istoria critica della città di Lanciano", memorie manoscritte edite poi da Domenico Romanelli nel 1790. Secondo l'Antinori si può dire "che fosse stata una città colta, ricca, ben governata, e non ignota ai Romani, le di cui pratiche ed usanze cercavano sempre di emulare nelle cose civile e sacre". Qui si trovavano non solo importanti mercati, ma anche la sede di istituzioni e magistrature, importanti manifatture di pelle, rinomata era l'arte farmaceutica e l'unguentaria come attestato da una lapide che menzionava una certa Lucilla di professione unguentaria.
A causa della scarsità di monumenti d'epoca imperiale, non tramandatici, storici locali come Domenico Romanelli e don Uomobono Bocache scrissero diversi saggi con rinvenimenti di presunte lapidi romane, rinvenimenti di lapidi giudicate dal Mommsen false e spurie.

## Nell'Alto Medioevo

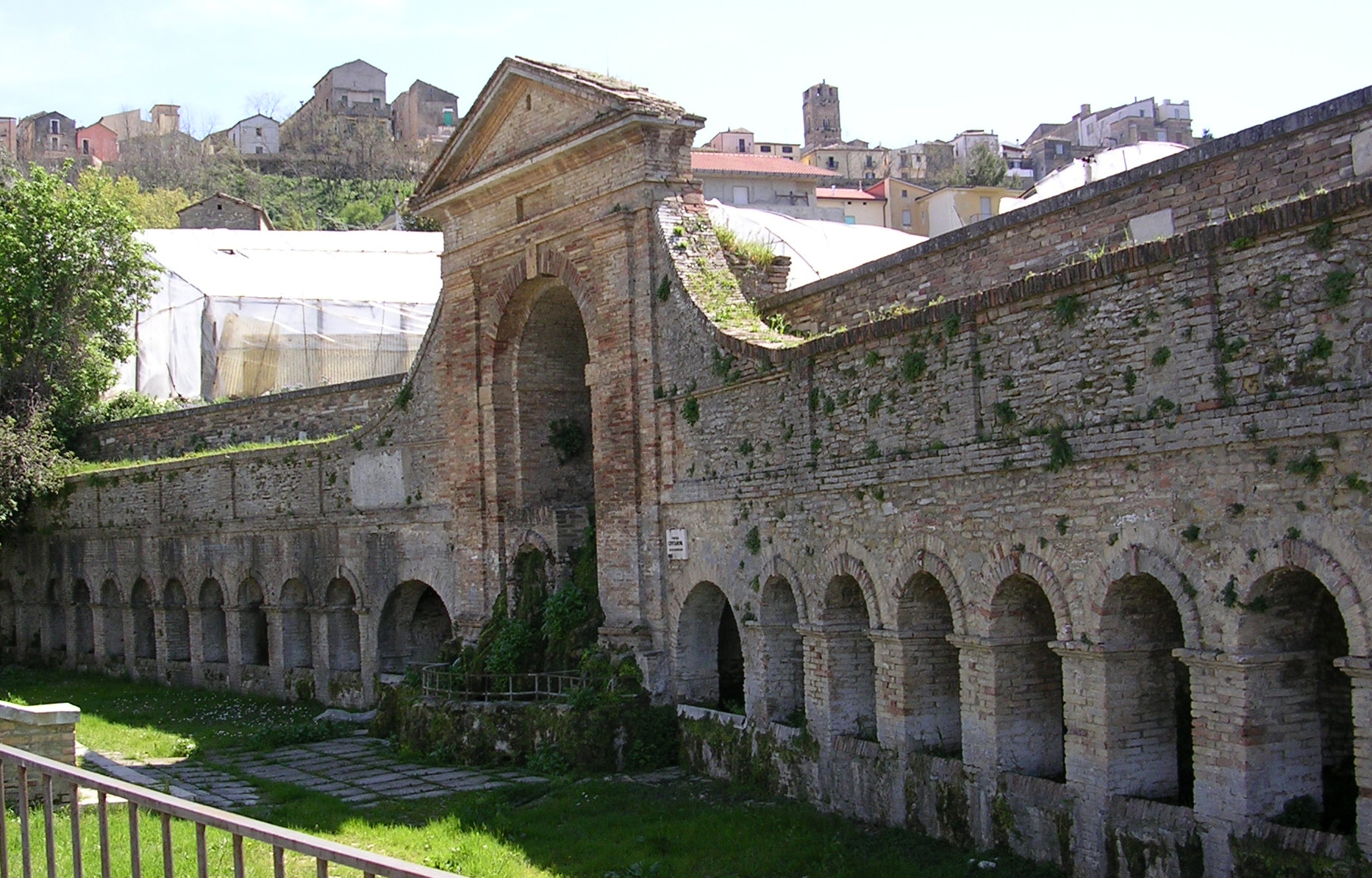
Fontana di Civitanova

### Dalle invasioni ai Normanni
A seguito del crollo dell'Impero Romano, Lanciano subì saccheggi dai Goti. In seguito, con l'invasione dell'Italia da parte dei Longobardi, fu conquistata e rasa al suolo (probabilmente nel 571). I nuovi dominatori si insediarono sul colle Erminio dove, secondo la tradizione, costruirono un castello (di cui però non sono mai state ritrovate tracce). In questa zona, sulle rovine di Anxanum, iniziò a ricostituirsi un nucleo abitativo, il Castrum Anxani, da cui trarrà origine il più antico quartiere medioevale, l'attuale Lancianovecchia.
Nel 2006 scavi archeologici hanno riportato alla luce alcune vestigia della città romana nel quartiere Lancianovecchia, tra cui le fondamenta di una domus ed alcuni tratti di strada: ciò ha dimostrato che tra la città antica e quella medioevale c'è stata una sostanziale continuità.
Lanciano rimase fedele ai Longobardi nelle guerre che li opposero ai Bizantini, ma dovette subire la conquista di questi ultimi nel 610, dopo l'assedio del greco Comitone. Dopo questi fatti, la città venne almeno parzialmente riedificata, come testimoniato dalla costruzione della chiesa di San Maurizio (abbattuta nel 1825, era nel sito dell'attuale Largo dei Frentani) e del monastero dei Santi Legonziano e Domiziano, che ospitava fin dal VII secolo una comunità di monaci basiliani di rito greco (sul suo sito, in seguito, fu edificata la chiesa di San Francesco, in cui, secondo la tradizione, nell'anno 800 avvenne il Miracolo eucaristico di Lanciano).
Antiche tradizioni locali stabiliscono una corrispondenza tra i siti di sette antichi santuari pagani e quelli di altrettante chiese medioevali: in particolare, la chiesa di San Maurizio sarebbe sorta su un tempio della dea Pelina, la chiesa della Ss. Annunziata sul tempio di Marte, Santa Lucia sul tempio della dea Lucina e così via. I ritrovamenti archeologici, finora, hanno permesso di confermare, almeno in parte, solo i primi due casi: nell'area di San Maurizio è stato attestato un santuario molto probabilmente dedicato al culto di Minerva, mentre nell'area della Ss. Annunziata (attuale Piazza Plebiscito) sono state sì rinvenute le fondamenta di un edificio sacro, ma non ancora si è scoperto a chi fosse dedicato.
Sul finire dell'VIII secolo Lanciano fu conquistata dai Franchi, i quali l'aggregarono prima al ducato di Spoleto e, in seguito, a quello di Benevento. In una pergamena del 981 viene nominata città e castaldia: in pratica, era una città governata da un funzionario nominato direttamente dal re e non soggetta a nessun feudatario.
Nel 1060 fu annessa dai Normanni all'istituendo Regno di Sicilia (che diverrà Regno di Napoli nel 1372). Di fatto, Lanciano seguì le vicende politiche e dinastiche di questo regno fino all'Unità d'Italia. Estinta che fu la dinastia Normanna, vide il susseguirsi delle dominazioni degli Svevi, degli Angioini e degli Aragonesi.

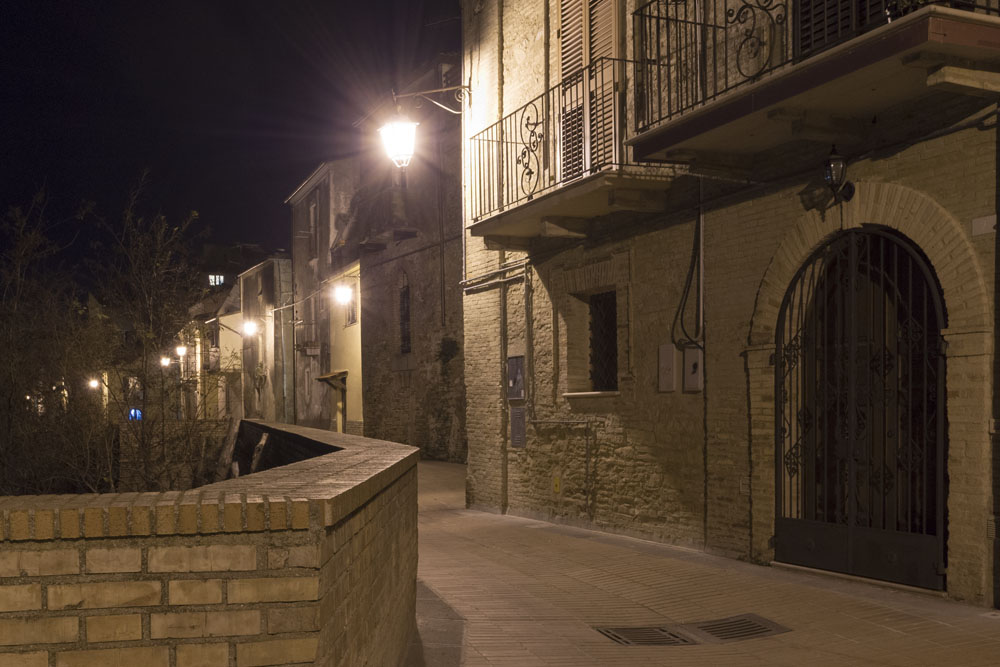
Scorcio del nucleo medievale: l'antica via delle ripe nel rione Civitanova

Dal 1060 al 1097 Lanciano fu governata da Ugo Malmozzetto, capitano Normanno che aveva guidato la conquista dell'Abruzzo. A lui si deve l'ordine, nel 1062, di racchiudere l'abitato entro un'unica cinta muraria. Infatti, a quell'epoca lo sviluppo urbano altomedievale aveva portato la città a frammentarsi in tre parti: il già citato castrum fortificato sul Colle Erminio, un secondo nucleo abitato sul Colle Pietroso, gravitante intorno al monastero dei Santi Legonziano e Domiziano, ed un terzo insediamento sul Colle della Selva, nell'area denominata Vallebona. Furono costruite, perciò, mura intorno al Colle Pietroso, delimitando quello che sarebbe diventato il quartiere del Borgo, e fu fortificata la parte più esposta del Colle della Selva, attraverso fortificazioni in parte ancora visibili nel sito delle Torri Montanare. Il quartiere di Vallebona fu in seguito accorpato a quello di Civitanova, per dare luogo alla ripartizione tuttora vigente.

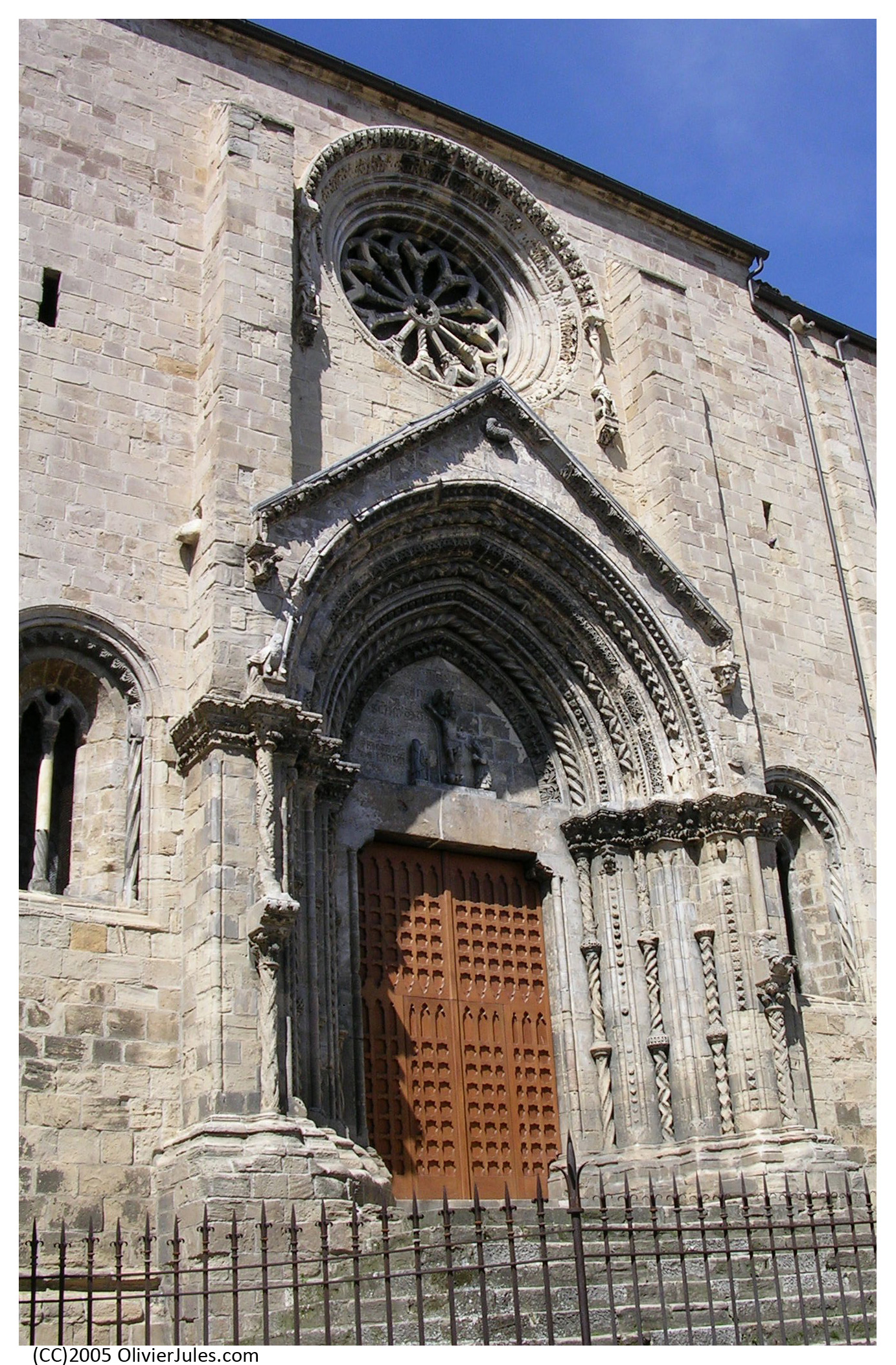
Facciata della chiesa di Santa Maria Maggiore, in gotico borgognone, lavorata da Francesco Petrini, a testimonianza dell'influsso gotico europeo nella città

Superati gli anni bui, Lanciano prosperò grazie al rifiorire delle sue fiere (una in maggio ed una in settembre), tanto da diventare, nel Trecento, il più grande centro abitato d'Abruzzo (6 500 abitanti nel 1340). L'incremento demografico si accompagnò all'espansione urbanistica del centro urbano: nel corso dell'XI secolo fu edificato il quartiere di Civitanova; pochi decenni dopo vi fu la sistemazione degli altri due quartieri storici, il Borgo e la Sacca, mentre il centro politico e commerciale della città si spostò definitivamente nella Corte Anteana (l'attuale Piazza del Plebiscito). Sul finire del XII secolo fu ultimata la nuova cinta muraria, dotata di nove porte (solo una delle quali è sopravvissuta fino ad oggi: Porta San Biagio), e la struttura urbana di Lanciano arrivò ad essere quella tuttora visibile nel centro storico.

### Il periodo degli Svevi
La sua importanza come emporio fu riconosciuta conferendole lo status di università demaniale, cioè di città non sottoposta a nessun feudatario, ma amministrata direttamente dal re. Questo privilegio le fu accordato nel 1212 dall'imperatore Federico II di Svevia e fu confermato e reso perpetuo nel 1259 da Manfredi, re di Napoli. Ad esso si accompagnava l'esenzione delle merci da dazi e dogane ed il diritto di eleggere, oltre agli amministratori ordinari, un magistrato, detto Mastrogiurato, che durante le fiere deteneva i poteri normalmente in mano al Giudice Regio (privilegio ricevuto nel 1304).
È interessante osservare che lo status di gastaldato e, poi, quello di università demaniale sono, molto probabilmente, la diretta continuazione dell'ordinamento municipale di epoca romana. Ciò testimonia che questa città, pur non essendo mai stata un libero comune, godette fin da tempi remoti e per molti secoli di ampia autonomia amministrativa e commerciale.
Durante il periodo medievale il nome della città si è evoluto dal latino Anxanum fino alla forma attuale, passando per le forme intermedie Anxano (probabilmente già in epoca tardo-imperiale, a causa della caduta della "m" finale dell'accusativo nel parlato) ed Anciano o Anzano (per semplificazione della pronuncia). La "L" iniziale è dovuta all'assorbimento dell'articolo determinativo nel nome, come nel caso dell'Aquila. Ciò è testimoniato anche dal dialetto, in cui la "L" è sentita come un articolo e declinata separatamente dal nome (L'Anciane, Quest'Anciane).
Durante il papato di Clemente IV ci fu la fine del Casato Svevo, e l'avvento di Carlo I d'Angiò, re di Francia e di Napoli. Lanciano perse la demanialità e fu data in feudo a Rodolfo di Cauternay nel 1269. Alla sua morte succedette la figlia Matilde, che nel 1279 cedette il governo a Giovanni De Montanson e Roberto De Messe. Successivamente la Contessa Matilde andò in sposa a Filippo di Fiandra, Conte di Loritello, e Lanciano fu governata direttamente dal nuovo feudatario.
Sotto Filippo ci fu un governo basato sulla tirannia e la prepotenza, e causò molte ribellioni popolari. I lancianesi nel 1302 fecero appello Carlo II d'Angiò, il quale accolse le richieste e dichiarò Lanciano "Città Terra Demaniale". Successivamente nel 1304 Lanciano fu aggregata al Demanio Reale di Napoli e separata dal Contado Teatino di Chieti, istituendo la figura del "Mastrogiurato" (la cui rievocazione storica folkloristica è stata ripresa dal 1981). Tale magistrato aveva il diritto di amministrare la città durante le feste, proteggendola da eventuali soprusi politici.
Sotto re Roberto ci fu un periodo di buon governo, con concessioni di vari privilegi alla città. Più avanti con la regina Giovanna I di Napoli Lanciano e altri centri dell'Abruzzo (in particolare del Sangro, come Atessa) acquistarono notorietà e prestigio nel Regno.

## Trecento e Quattrocento

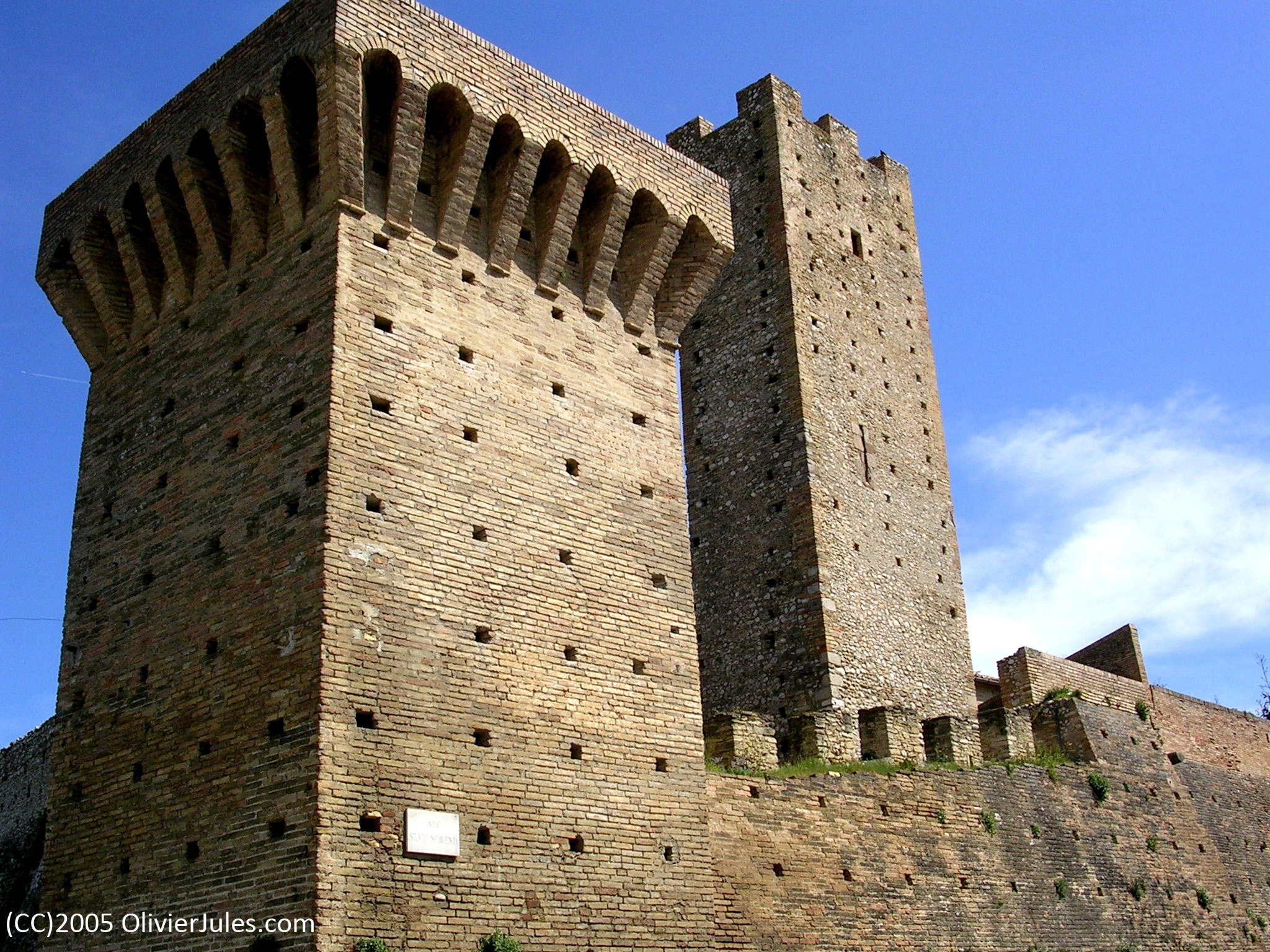
Torri Montanare, edificate dai Normanni per proteggere la città dagli attacchi provenienti dalla montagna Maiella

### Dagli Angiò a Carlo di Durazzo
Nel Medioevo troviamo a Lanciano una popolazione il cui grado di civiltà e benessere è additato all'ammirazione di tutti da molte città del Mezzogiorno, soprattutto per le sue attività mercantili. Le nundinae diventano le famose Fiere che richiamano mercanti da ogni dove, anche da paesi esteri come testimonia un autore il cui nome ci resta ignoto: «V'erano genti del contado col giubbetto rosso e turchino, poi Ebrei dalle fasce gialle, e Albanesi e Greci, e Dalmati e Toscani: era un insieme di lingue diverse, era una confusione, era [...] un incubo». Le porte di Lanciano di epoca medioevale, di cui unica superstite è quella di S. Biagio, accoglievano sotto l'immunità mercanti provenienti da ogni parte e le Fiere (note in particolare per il commercio dello zafferano) duravano tanto che nacque anche il detto riportato dal vocabolario della Crusca: «tu non giungeresti a tempo alle Fiere di Lanciano, che durano un anno e tre dì».

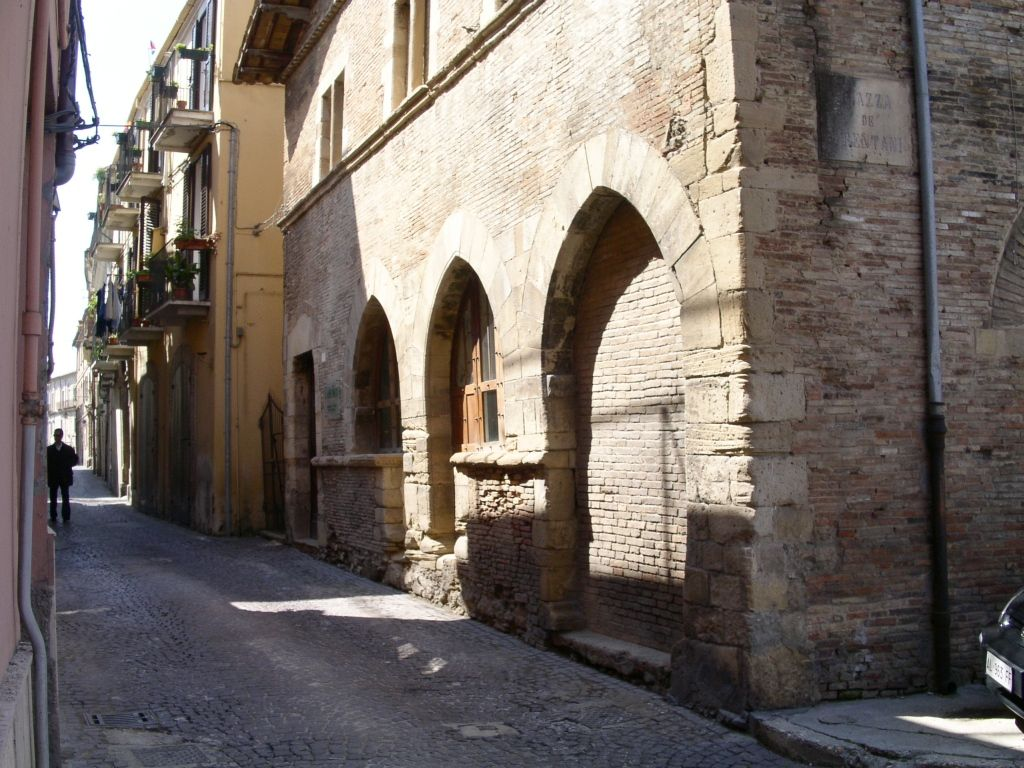
Botteghe medievale a Lancianovecchia, edificate dal mercante Nicola De Rubeis nel XV secolo

Fin dal Medioevo, a Lanciano sorsero molte industrie: in primo luogo, fabbriche di tele finissime e di stoffe di lana e seriche. Nel XV secolo si affermarono molte altre produzioni: le ceramiche, la fabbricazione degli aghi, l'oreficeria e l'industria del ferro, dei bronzi, dei cuoi e delle pelli. In particolare, riguardo alla fabbricazione degli aghi, si racconta che, ai tempi di Carlo III di Napoli, un certo Mastro Giovanni Milascio introdusse nella città "l'arte di fare gli aghi" e "l'insegnò ai cittadini", evento che provocò una rapida specializzazione cittadina nella produzione di aghi come ricordano due poeti veneziani nelle loro commedie: "due aghi de Lanzan pungenti e fini per un pezo pigliai"; "Cabaleo, che prima vendea ménole, adesso va vendendo aghi de pomole, ed aghi de Lanzan pe' 'ste pettegole". Una via, quella degli "agorai" nel Quartiere Lancianovecchia, attesta ancora quanto fosse sviluppata questa arte.

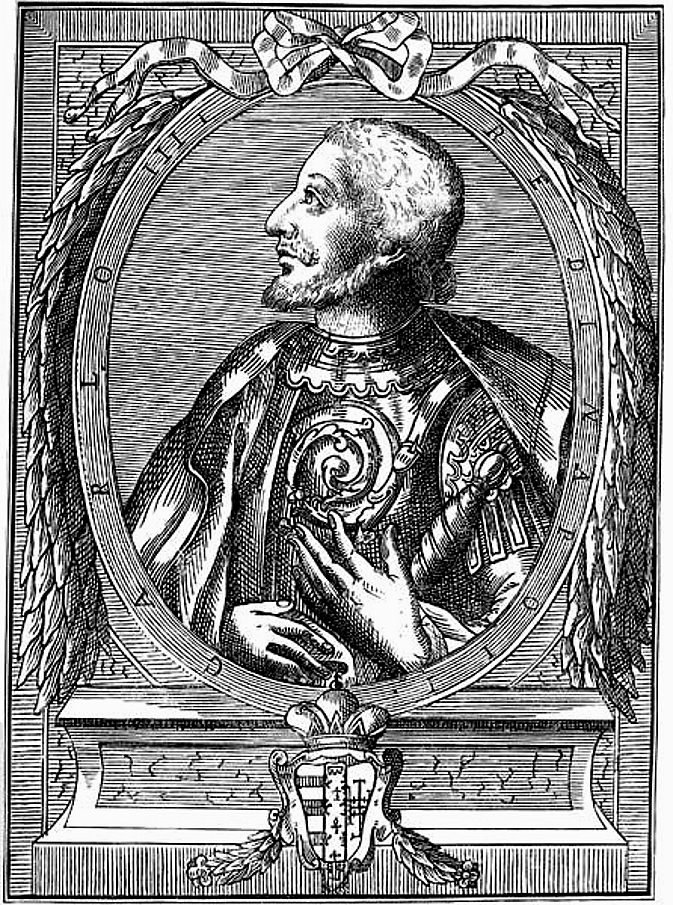
Carlo III d'Angiò-Durazzo confermò a Lanciano lo Stato Demaniale per la fedeltà contro gli Angioini

La Regina Giovanna nel 1373 si arrese a Carlo III di Napoli e riprese il dominio del Regno per conto della Casa d'Ungheria. Al nuovo re i lancianesi giurarono fedeltà, offrirono appoggio militare e ricevettero benefici. Per ricompensa per l'aiuto prestato contro gli Angioini, specialmente per la battaglia combattuta a Bari contro Luigi II d'Angiò, Carlo III confermò a Lanciano il Regio Stato Demaniale, donò a essa i castelli di Frisa, Sant'Apollinare e Guastameroli. Nello stesso periodo iniziarono i progetti per un nuovo porto a San Vito Chietino, affinché Lanciano avesse diretto controllo dei traffici anche sul mare.
I lancianesi dopo l'avvento del re Ladislao d'Angiò-Durazzo (1387) fecero richiesta affinché fosse confermata la Regia Demanialità alla loro Città, e il titolo fu confermato nel 1401 con regio diploma. A Lanciano furono riconosciuti anche i feudi di Pizzoferrato, Quadri, Fallo, Sant'Angelo del Pesco, Civitaluparella, Pescopennataro (Pescopignataro), Rosello Castel Pito e Rizzacorno. e, nel 1406 Crecchio e Castelfrentano. 
Nel 1414 l'Università di Lanciano, rivolta una nuova istanza a Giovanna II d'Angiò-Durazzo, succeduta al defunto fratello, venne inclusa perpetuamente nel Regio Demanio. Giovanna però, minacciata da Luigi III d'Angiò, adottò come successore Alfonso V d'Aragona, da cui ricevette aiuto e protezione. Nel 1423, guastatisi i rapporti, Giovanna ne revocò la nomina, alleandosi con Luigi III. Cosicché tra i Frentani vennero a crearsi due partiti che favorivano sia Giovanna che Luigi, con a capo Muzio Attendolo Sforza, e gli altri per Alfonso, capitanato da Braccio da Montone. Nella guerra che ne sfocerà, l'Abruzzo sarà coinvolto nella zona dell'Aquila, con la guerra del 1424, quando Braccio assedierà la città di partito angioino.
Nella guerra, Lanciano restò fedele agli Aragonesi, mentre la vicina Ortona preferì l'alleanza con Giovanna II. Quando lo Sforza entrò in Abruzzo, trovò la resistenza di Fortebraccio, aggravando la situazione di tensione tra le due città, ossia Lanciano e Ortona.

### Il periodo aragonese, guerra tra Lanciano e Ortona
Ratificato con la riappacificazione tra le rappresentanze di Lanciano e Ortona nella Cattedrale di San Tommaso Apostolo di quest'ultima, l'accordo previde il desiderio di San Giovanni di Capestrano di erigere due chiese che avrebbe accolto l'Ordine dei Frati Minori Osservanti. Le chiese edificate qualche anno più tardi il 1427 sono la chiesa di Santa Maria delle Grazie fuori dalla città di Ortona, il cui ordine successivamente fu trasferito nel convento della Madonna delle Grazie in Piazza San Francesco, e la chiesa di "Sant'Angelo della Pace" (attuale convento degli Osservanti di Sant'Antonio di Padova) appena fuori dalle mura di Lanciano.
Sotto il successore di Carlo II, Roberto d'Angiò, Lanciano trascorse un sereno periodo economico, e venne confermati dei privilegi compreso la demanialità statale, come evidenziano gli studi di Corrado Marciani su Lanciano, la città ebbe modo di arricchirsi grazie ai commerci con i mercanti di Venezia, che abitualmente passavano dal porto di Ortona per estendere i loro traffici anche nell'hinterland abruzzese, come a Chieti mediante il porto di Pescara, o a Vasto, seguendo la via del tratturo frentano. Dato che Lanciano percepì il vantaggio enorme di un porto al mare di propria proprietà, senza dover pagare le tasse a Ortona per far attraccare le navi veneziane, a causa di questa idea sorsero le prime idee di allargarsi commercialmente anche presso lo scalo fluviale d San Vito Chietino, perché il feudo non era più dell'abbazia di San Giovanni in Venere. Nel frattempo il governo passò a Giovanna I di Napoli, sposatasi in seconde nozze con Luigi Principe di Taranto, vennero confermati i privilegi, tanto che Lanciano raggiungendo i 6 000 abitanti, divenne una delle città più grandi d'Abruzzo. In questo periodo relativamente felice per la città, iniziarono i primi dissapori con la storica rivale Ortona.

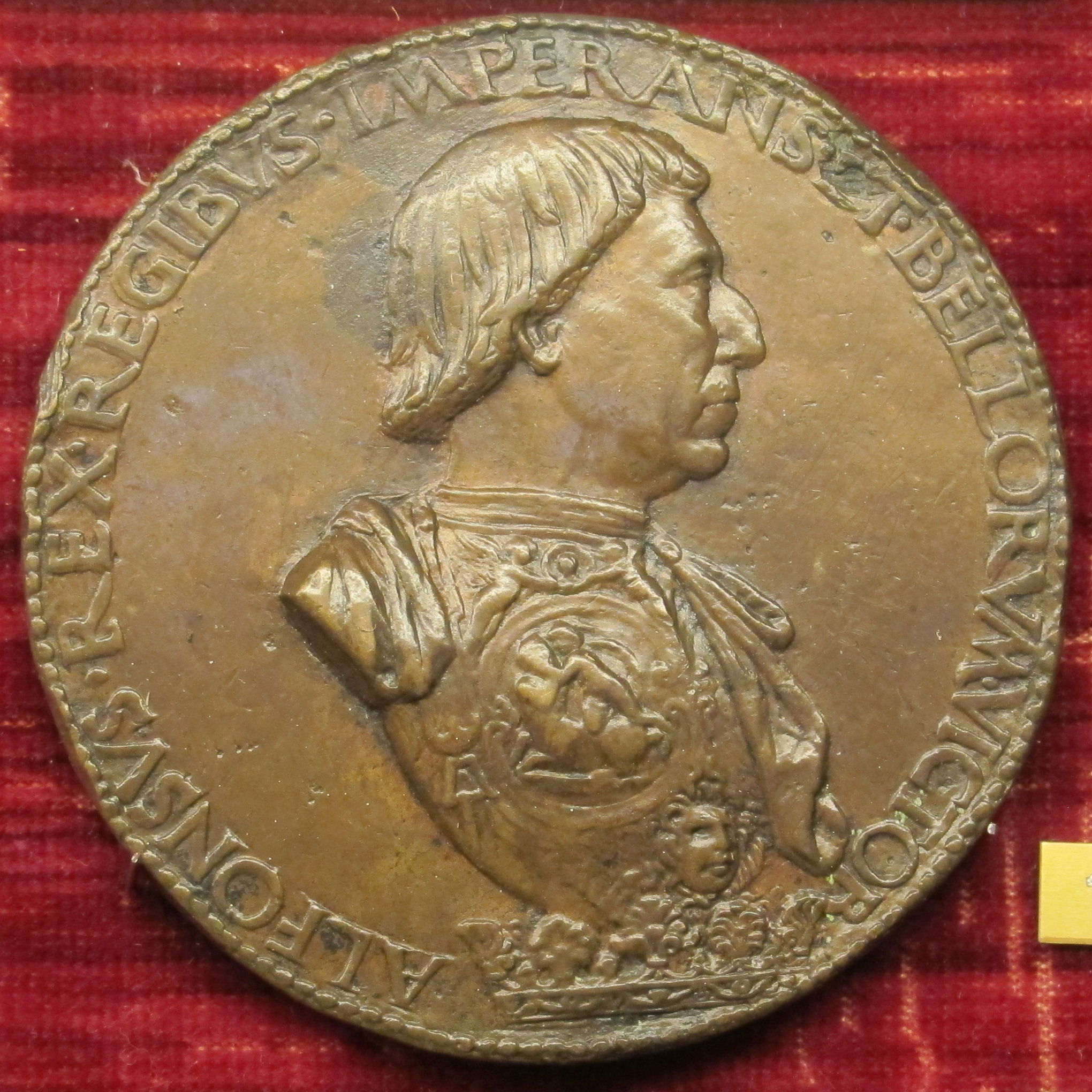
Moneta ritraente Alfonso I di Napoli

Il momento dello scoppio della guerra tra Lanciano rappresenta un momento particolare della storia d'Abruzzo, nella branca delle speculazioni economiche, che finivano per coinvolgere direttamente anche la politica dei vari signori della zona. Infatti agli albori della lotta commerciale vennero coinvolte anche le famiglie dei Quatrario di Sulmona, esiliati nella città, e i patrizi di Chieti, da anni ostili allo sviluppo economico lancianese. Si narra che la storia rivalità tra Lanciano e Ortona fosse nata il 4 ottobre 1250, quando venne incendiata una nave lancianese nel porto di Ortona. Gli ortonesi, dato che Lanciano allora non aveva ancora un sbocco marino, aumentarono le tasse per far usufruire i lancianesi del porto, fino a rispedire, con l'acuirsi della rabbia, le navi mercantili straniere che dovevano raggiungere Lanciano per le grandi fiere. Tali scaramucce durarono fino a una prima battuta d'arresto nel 1252 quando il 24 gennaio si giunse ad una tregua, che prevedeva il rimborso da parte di Ortona del danno della nave bruciata, oltre ad esentare dai dazi i mercanti di Lanciano.

### La battaglia del 1427, la colonna infame, il loro di San Giovanni di Capestrano
I lancianesi si sarebbero impegnati a liberare i prigionieri catturati l'anno prima. Tale pace durò a lungo fino al 10 giugno 1321, quando il principe Roberto concesse ai lancianesi il privilegio in cui si affermava che le navi mercantili straniere non avrebbero più dovuto attraccare a Ortona raggiungere la città frentana. Gli ortonesi si infuriarono e assalirono le navi mercantili lancianesi nei pressi di Francavilla al Mare. Così nacque il progetto esposto alla regina Giovanna di costruire il porto di San Vito, permesso accordato nel 1365. I lavori si interruppero nel 1380 per l'acuirsi delle discordie di confine tra le due città, perché gli ortonesi dopo Giovanna si appellarono al re Ladislao, che ordinò la sospensione di lavori pena una multa di 1000 ducati. I lancianesi progettarono la costruzione dello scalo alla foce del Sangro, ma la regina Giovanna II di Napoli su richiesta ortonese vietò i lancianesi l'uso di tutti gli scali posti tra Ortona e Vasto, e ancora il condottiero Muzio Attendolo Sforza, amico del nobile ortonese Francesco Riccardi, nonché al servizio di Giovanna, fece in modo che tutta quella fascia costiera appartenesse al potere d'Ortona.
In quel particolare momento storico in cui l'Abruzzo veniva direttamente coinvolto nella "guerra di successione" della corona aragonese-angioina di Napoli, Lanciano si appellò al luogotenente Braccio da Montone affinché per mezzo di Alfonso d'Aragona il 23 gennaio 1421 ottenessero il nuovo permesso di costruire il porto di San Vito. Ortona reagì incendiando ancora le navi lancianesi, costoro catturarono un gruppo di ortonesi per risposta. La battaglia avvenne sul fiume Feltrino, i lancianesi respinsero i soldati e fecero dei prigionieri, su cui si vendicarono barbaramente, mutilandoli dei nasi e delle orecchie, con cui fabbricarono una colonna infame, per la cui calcina usarono anche il sangue dei prigionieri trucidati, posta sul portico della Zecca, alla fine del Corso Roma.

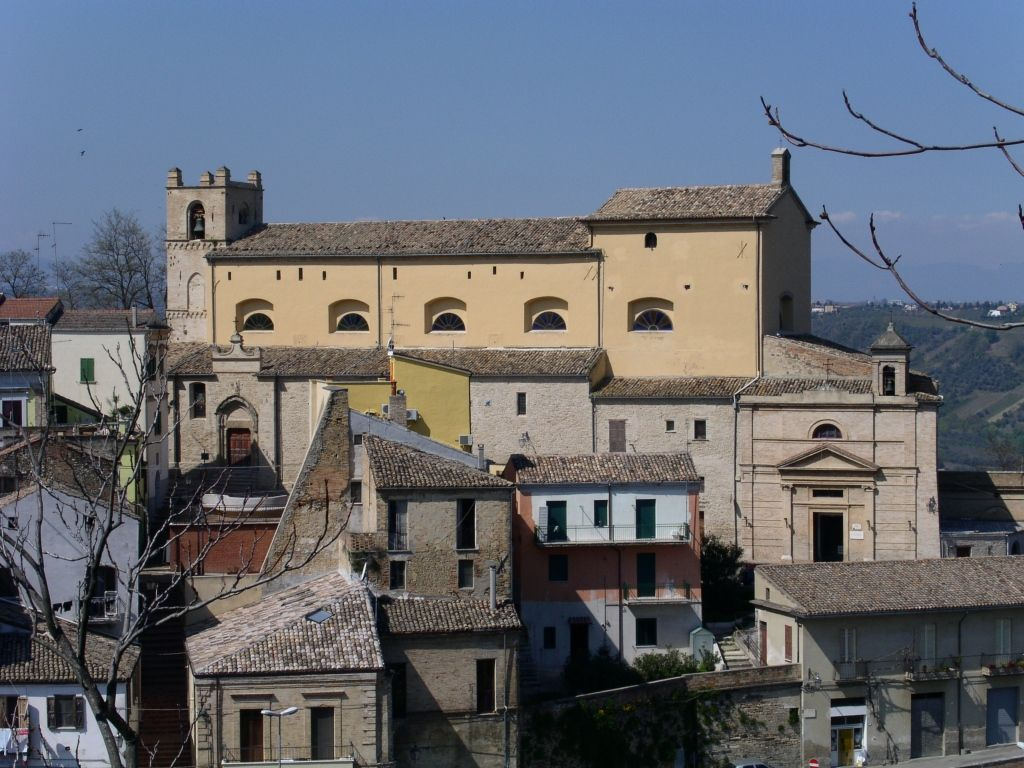
Quartiere Sacca di Lanciano, con la chiesa di San Nicola

Gli ortonesi risposero, attaccando direttamente il porto di San Vito come una banda di pirati, facendo dei prigionieri, e la situazione di guerra era diventata talmente insostenibile, che Alfonso convocò nel 1423 a Napoli i sindaci delle due città per evitare una vera carneficina. Nel frattempo la guerra continuava lungo l'Adriatico, e dovette intervenire il frate San Giovanni da Capestrano, che giunse a Lanciano il 6 dicembre 1426, e mandò un suo confratello a Ortona, per stipulare il trattato di pace. Nel 1427 ci fu il famoso "lodo" di Giovanni di Capestrano, ratificato il 17 febbraio nella Cattedrale di San Tommaso Apostolo a Ortona, e si decise che, in base alla concessione del feudo di San Vito dall'abate di San Giovanni in Venere, i lancianesi avrebbero avuto l'autorizzazione di edificare finalmente il porto.

### Conseguenze e nuove guerriglie tra le due città
Benché l'atto di pace fosse stato pubblicamente perpetuato nella cattedrale con giuramento religioso, già nel 1433 i rapporti tra Ortona e Lanciano erano di nuovo deteriorati, perché la prima paventava un indebolimento dello scalo portuale, l'altra di sentirsi tradita da inganni futuri per la tranquillità dei commerci marittimi. Alla morte di Giovanna II il 2 febbraio 1435 le due città scesero in battaglia a guerra dichiara: gli ortonesi comandati dal capitano Riccardi, schieratisi con l'angioino Renato, i lancianesi appoggiando Alfonso. Dopo un nulla di fatto, il 17 ottobre 1438 l'ortonese Agamennone Riccardi ebbe in concessione un privilegio in cui era nominato capitano dei feudi lancianesi di Fossacesia, Rocca San Giovanni e Palombaro. Lanciano aspettò che Alfonso salisse al trono partenopeo il 22 gennaio 1441 per annullare ufficialmente il "lodo di pace" di frate Giovanni di Capestrano, e dichiarò apertamente valido il commercio sul mare mediante l'inaugurato porto di San Vito. Nelle vicende successive immediate del potere a Napoli, Renato d'Angiò fu esiliato da Alfonso, e le pretese del Riccardi furono nulle, cosicché Ortona si ritrovò in parte privata dei vantaggi dei dazi imposti negli anni passati a Lanciano, e per di più fiaccata da anni di guerre e spese militari, e inoltre non più sotto il favore della Corona di Napoli.
Dopo la vicenda dell'assalto veneziano nel 1447 al porto, Ortona si rivolse al re, e nel 1450 fu concesso un privilegio affinché la città potesse aprire un'annuale fiera mercantile alla maniera di Lanciano. I cittadini Frentani si ribellarono subito, appellandosi al re,l e il privilegio fu immediatamente revocato, cosicché tale mossa fu l'anticamera di una nuova dichiarazione di guerra. Nel 1452 gli ortonesi assoldarono il corsaro Mylo Pavone che bloccò i traffici marina lungo l'intera costa abruzzese dietro pagamento per i trafficanti. Il 26 aprile 1453 il re di Napoli ordinò al sindaco Bartolomeo Riccardi di levare il blocco sotto pena di 4000 ducati, ma gli ordini non furono nemmeno ascoltati, e si arrivò a un punto di non ritorno, tanto che i lancianesi si armarono e presero sotto assedio direttamente la città di Ortona. Il Palazzo Riccardi (quello sito tra piazza San Tommaso e corso Matteotti sud) venne bruciato, fu trafugato lo stemma nobiliare fu portato a Lanciano in segno di spregio. Tuttavia entrambe le città uscirono debilitate da quasi quarant'anni di guerra, e nel 1460 giunsero alla pace definitiva.
Favorita dalla casa d'Aragona, Lanciano nel 1463 ottenne ulteriori privilegi contro l'angioina Ortona, i Riccardi furono esiliati, e venne fortificato il castello di Giacomo Caldora, affinché il porto comunque, malgrado i benefici perduti, continuasse a far ruotare l'economia locale, senza ulteriori danni, poiché la città e i paesi della costa, oltre alla guerra contro Lanciano, spesso doveva affrontare scorribande di pirati e degli Ottomani.

## Dal Cinquecento al Settecento

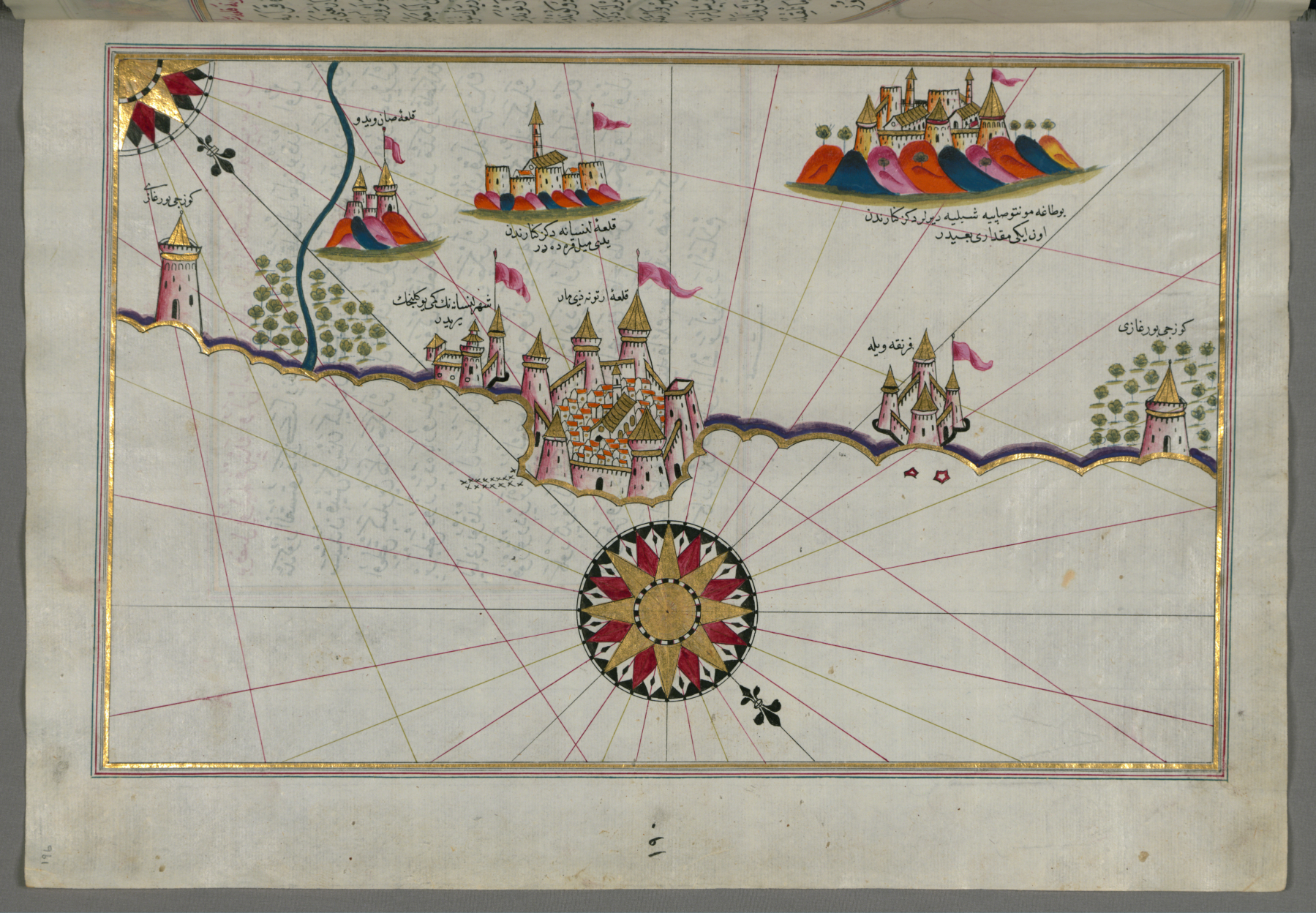
Mappa medievale della fortezza di Lanciano, ad opera di Piri Reìs

### Da Ferdinando il Cattolico a Carlo V
Il prestigio acquisito dalla città durante gli aragonesi, si conservò anche durante il regno di Ferdinando il Cattolico, il quale nel 1507 confermò tutti i privilegi ad essa concessi nei secoli passati. Dalla lotta in corso tra Spagnoli e Francesi per il dominio del Regno di Napoli, anche Lanciano subì le conseguenze: si formarono due partiti che appoggiavano gli Spagnoli (la famiglia Ricci) e l'altro composto dai Florio per i Francesi.
Morto Ferdinando nel 1516, il potere passò a Carlo V, e in quel periodo a Lanciano esplode un'epidemia di peste, che assieme agli sconvolgimenti politici, causarono una grave crisi, la prima delle numerose che indeboliranno il prestigio della città.
Nel 1520 la corona di Napoli fu aggregata a quella di Spagna dall'imperatore Carlo V d'Asburgo. Questi combatté numerose guerre con Francesco I, re di Francia, per il predominio sull'Italia, uscendone infine vincitore nel 1544 (pace di Crepy). Lanciano si schierò con Francesco I: per questo, il nuovo sovrano la punì sottraendole molti dei suoi feudi. A quest'epoca si può ascrivere l'inizio di una fase di declino per l'economia lancianese. Una prima causa di ciò va ricercata nel nuovo assetto politico, con un viceré spagnolo sul trono di Napoli. Quella che è ricordata come una cattiva amministrazione ebbe i suoi effetti anche su Lanciano, che, nel suo piccolo, si impoverì a causa dell'incapacità amministrativa dei Capitani del Popolo spagnoli e dei forti tributi imposti. Contemporaneamente, la città risentì di un fenomeno geopolitico su scala mondiale: dopo la scoperta dell'America, i grandi traffici commerciali cominciarono a spostarsi dal Mar Mediterraneo all'Atlantico. L'Italia peninsulare venne così a perdere il suo ruolo centrale nei commerci e subì una progressiva decadenza. Il regno di Napoli, persa la sua autonomia, si ridusse ad una pedina di scambio nelle contese tra le grandi potenze europee. A causa della sua posizione di frontiera, l'Abruzzo soffrì particolarmente per queste contese, che videro opposti spagnoli e francesi per tutti il XVI ed il XVII secolo e sfociarono nella guerra aperta tra spagnoli ed austriaci all'inizio del XVIII secolo.

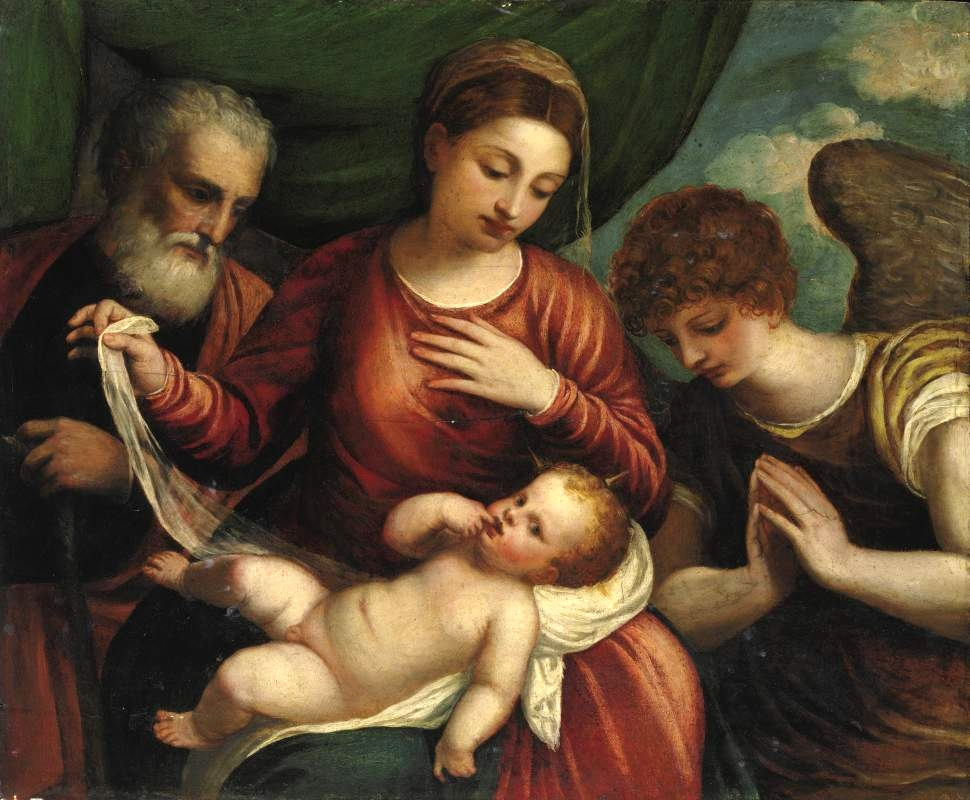
La Sacra Famiglia con angelo, opera del pittore Polidoro da Lanciano, il più influente del Cinquecento

La ripresa sociale ed economica nella metà del '500 portò anche al risveglio civile e culturale della comunità. Si ebbero fermenti che fecero accrescere il bisogno di un maggior prestigio ed una più precisa identità, anche nel campo religioso per cui venne rivendicata l'autonomia dalla Diocesi Teatina di Chieti. La lotta ebbe esito positivo nel 1562 con la nomina di Leonardo Marini Arcivescovo di Lanciano-Ortona, e con il riconoscimento del Concilio di Trento Lanciano ebbe anche un proprio arcivescovado.
Nel campo culturale fiorì il pittore rinascimentale Polidoro da Lanciano, Oliviero da Lanciano fu insegne studioso di antichità frentane, e nella musica figurò Ippolito Sabino, compositore manierista.
Il territorio di Lanciano, sul finire del Cinquecento, si era molto ridotto. Con un apposito verbale redatto il 15 maggio 1578, i regi tavolari della Provincia di Chieti ne stabilirono i confini. Dalla copia del verbale autenticata il 20 aprile 1777 dal notaio Francesco Paolo Renzetti di Lanciano, risulta che i confini del comune si estendevano fino a comprendere le località di San Rocco di Castel Frentano, Mozzagrogna, il feudo di Sette a Piazzano, Villa Scorciosa e Santa Maria Imbaro. Nel 1595 una grave carestia colpì la città, causandone il definitivo declino economico.

### La guerra dei Ricci e dei Florio
A causa della lotta tra Spagnoli e Francesi, per il dominio della città, dal 1493 si vennero a formare a Lanciano due partiti, quello dei Petroniani e quello degli Antoniani: al primo aderirono i componenti della famiglia Ricci, al secondo gli altri nemici della stessa famiglia, insieme ai Florio. La faziosità delle due famiglie ebbe momenti di aspre liti sfociate spesso e volentieri nel sangue. Nel 1501 Denno Ricci, riuscì a prevenire l'invasione della città da parte degli Antoniani che minacciavano di mettere Lanciano a ferro e fuoco. Nel 1505 Pietro Ricci, "mastrogiurato" delle feste di Lanciano, offrì la protezione alla vedova di Bernardino da Pelliccioni, ucciso dai fratelli. Pietro Ricci degli Antoniani, dopo che era stata emessa la condanna a morte di coloro che avevano requisito i beni, uccise egli stesso il nobile e omonimo Pietro.
I fedeli del Mastrogiurato ucciso, cercarono di vendicare la sua morte, senza riuscirci, e seguirono luttuosi avvenimenti. Il 30 ottobre 1512 ci fu una tregua, rotta il 13 luglio dell'anno successivo quando fu ucciso Sallustio Florio per mandato di Riccio e Achille Ricci. I parenti dei Florio fecero lega con gli Antoniani, uccidendo due esponenti dei Ricci, insieme a sostenitori.

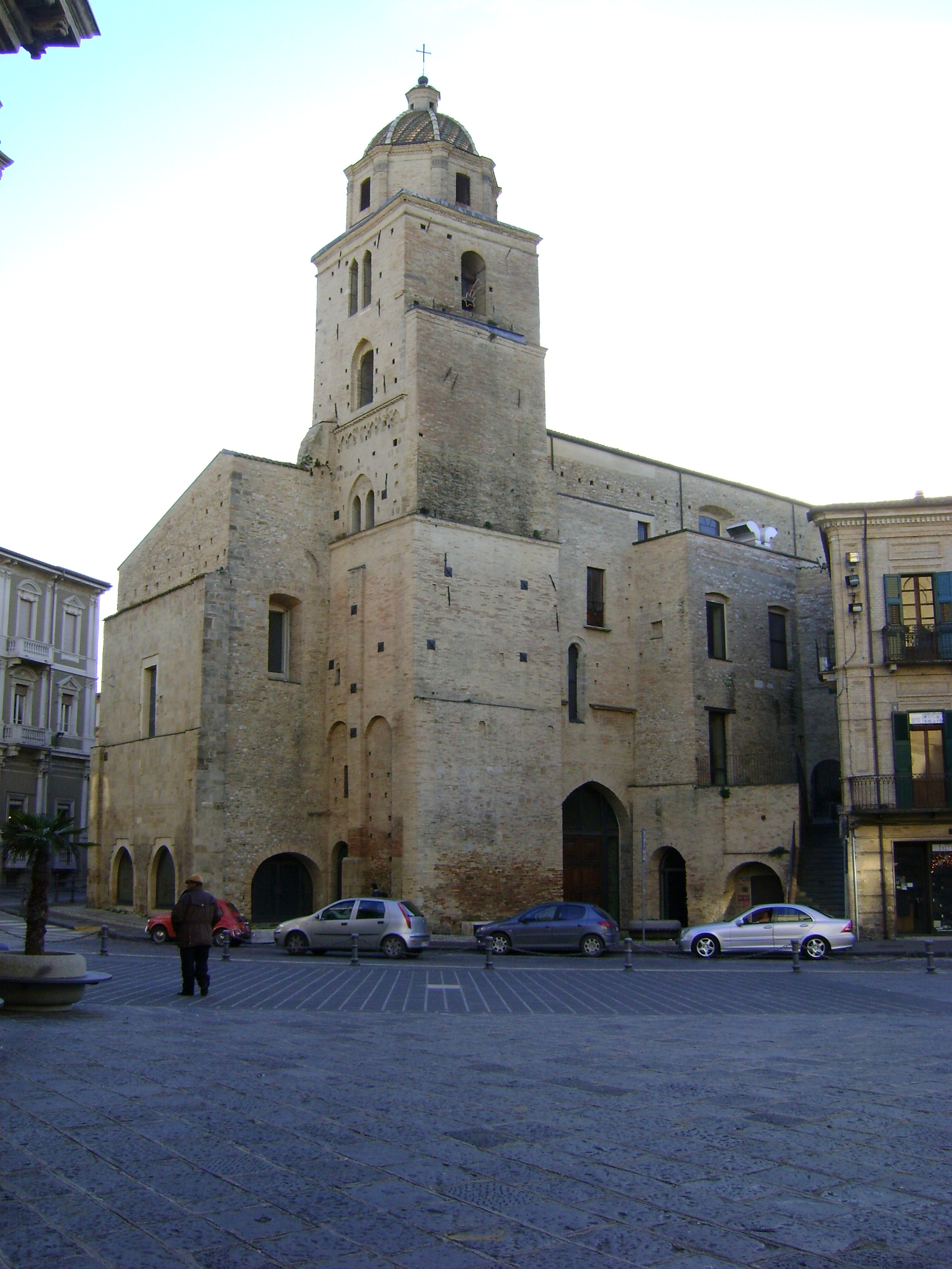
Il Santuario del Miracolo Eucaristico

Nel 1516 Raffaele Florio e Pietro Ricci con i loro partigiani uccisero Filippo e Tuccio Ricci, e fu l'ultimo omicidio della prima sanguinosa scia di omicidi, poiché lo stesso sovrano di Napoli intervenne per placare l'odio. Nel 1519 furono imprigionati alcuni criminali, come Giovanbattista Ricci e Achille Ricci, presto però evasi. Nel 1527 gli Antoniani riaccesero le ostilità, l'anno successivo con l'arrivo dei Francesi il gruppo ne approfittò per sconvolgere completamente l'equilibrio politico lancianese. L'anno successivo Tuccio Ricci con trecento uomini cercò di ricacciare gli invasori, scontrandosi nuovamente con gli Antoniani, che riuscirono a penetrare dentro le mura, compiendo scelleratezze e saccheggi. Tuccio Ricci si impegnò nuovamente per rientrare in città e scacciare Antonio Ricci, approfittando degli esiti favorevoli negli scontri tra Spagnoli e Francesi. Tuccio attirò gli Antoniani presso Paglieta per terminare lo scontro, essendo stati cacciati i Francesi. Anche gli Antoniani furono annientati, e poco dopo a Lanciano fu installato un presidio di cinque armate spagnole per il controllo della città.
Nel frattempo la guerra fratricida a Lanciano non si placò e altre vittime furono Sallustio Ricci e suo fratello minore Riccio. La situazione peggiorò quando il Presidio delle armate necessitava di fondi per il mantenimento, ma la popolazione, complice la carestia e la crisi economica, non poteva elargire il denaro. Il Presidio venne tolto, con solo 150 uomini a capo dei Lanzichenecchi.
Antonio Ricci, impegnato a Barletta, ne venne a conoscenza e ne approfittò con i Francesi per riconquistare Lanciano che, il 14 maggio 1530, venne saccheggiata. Gli Spagnoli immediatamente per ripicca la invasero, ricacciando i Francesi, ma compiendo tuttavia soprusi. Date le rimostranze dei popolani, Lanciano venne accusata di tradimento nei confronti del Regno di Spagna (stessa sorte accadde in quel periodo per i cittadini dell'Aquila, condannati a pagare la costruzione del Forte spagnolo), e venne privata di tutti i privilegi che aveva guadagnato nel Medioevo.
Virgilio Florio, con un manipolo di Antoniani, penetrò di notte a Palazzo Ricci, uccidendo cinque membri della famiglia, e colpirono in casi isolati anche nel biennio 1531-32. Nell'ultima di questi assalti morì anche Antonio Ricci stesso, il quale per anni aveva organizzato omicidi e spedizioni contro la città e i suoi avversari.
Nel 1534 l'Universitas per porre fine alla lotta, chiamò in soccorso il capitano Sciarra Colonna, il quale indusse le due famiglie a stipulare un accordo di pace con promessa di indulto generale.

### La crisi irreversibile di Lanciano
La lenta decadenza della città iniziò quando entrò in possesso degli Spagnoli d'Asburgo, ma ci furono altri fatti, oltre alla guerra dei Florio e dei Ricci, che incisero sul crollo definitivo del potere di prestigio sociale ed economico che Lanciano vantava sulla fascia adriatica dell'Abruzzo.
Nel corso del '550, in particolar modo nell'estate del 1566, le truppe ottomane capitanate da Piyale Paşa compirono scorrerie da Giulianova a Vasto, devastando la vicina Ortona. Lanciano non fu colpita, perché era ben organizzata dal punto di vista difensivo, ma video il proprio porto di San Vito distrutto. L'ex monastero di Santo Spirito, fondato da Celestino V, aveva in possesso le rendite dei principali convento ortonesi, che furono saccheggiati nel 1566, insieme alle terre e agli orti fuori dalla città. Il monastero celestiniano non avrà più indietro le terre, dato che anche i popolani di Lanciano ne godevano.
Fu così che si formarono della bande di predoni che scorrazzavano per le campagne frentane, saccheggiando e rubando raccolto e bestiame. Dato che il controllo dei contadini, che partecipavano alle fiere del grande marcato cittadino, era compromesso, sempre maggiori furono le ingerenze del Governatore nella giurisdizione della Fiera, e il fatto dell'incidente della festa del 1578 fu l'occasione affinché il Capitano Regio di Chieti si intromettesse negli affari di Lanciano, con conseguente turbamento degli stessi regolari traffici commerciali a Lanciano, tanto che i Decurioni fecero ricorso al Governatore Generale delle Province d'Abruzzo.

### Il Seicento e l'infeudazione

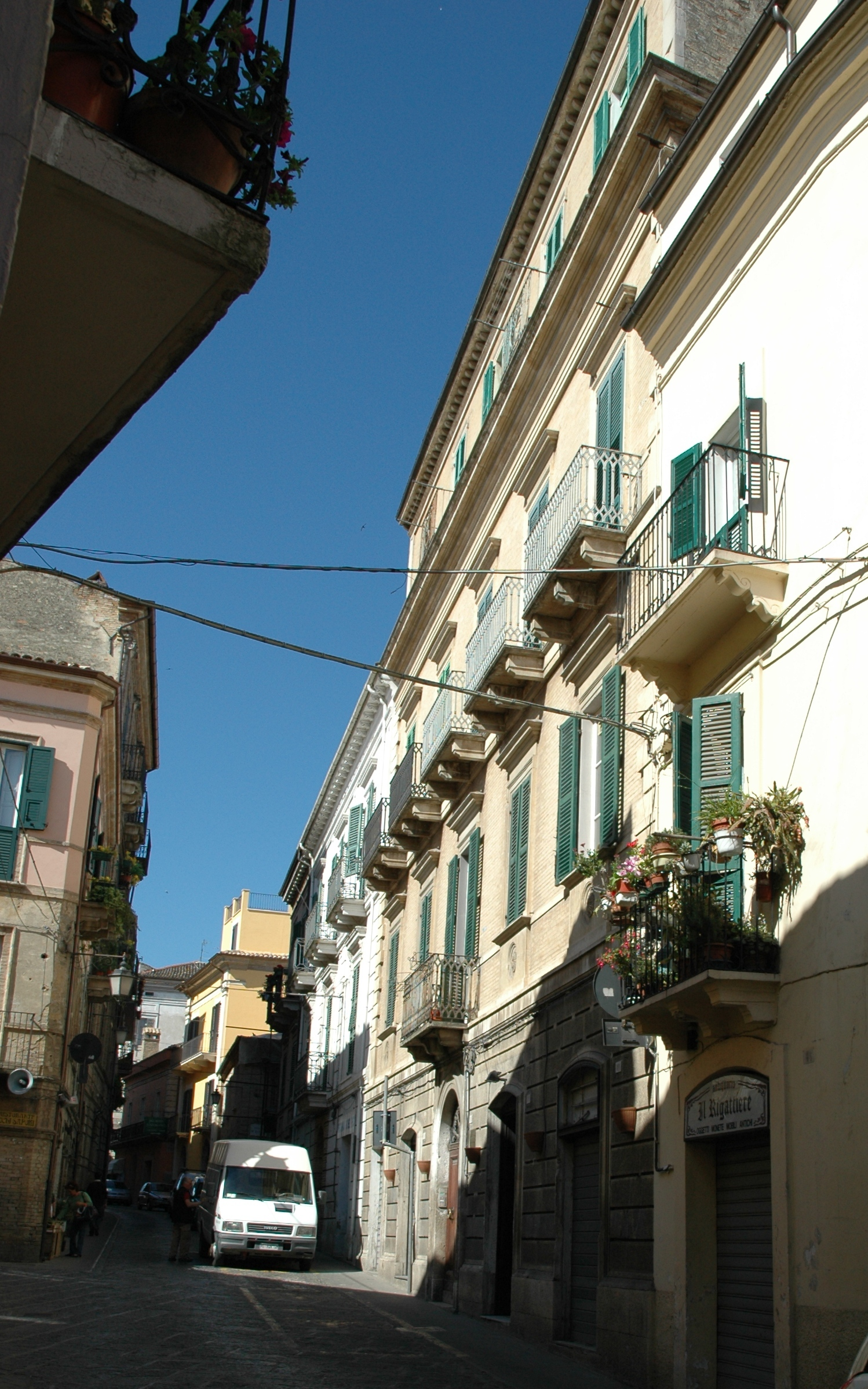
Palazzo Carabba sul corso Roma

Il momento peggiore fu nel 1640: Lanciano perse i suoi privilegi di città demaniale, fu creata baronia e fu venduta al duca Castro Alessandro Pallavicino dal viceré di Napoli, Ramiro Felipe Núñez de Guzmán duca di Medina de las Torres. Nel 1646 venne ceduta al marchese Ferdinando Francesco d'Avalos, 10º marchese di Pescara, 6º marchese del Vasto. Il vassallaggio durò più di un secolo e portò un notevole impoverimento della città, vessata dai nuovi padroni. Le sue fiere, per di più, dal 1718 subirono la concorrenza diretta del nuovo mercato franco di Senigallia. Nonostante le numerose ribellioni, Lanciano riacquistò la sua libertà solo nel 1778, dopo l'ascesa al trono di Napoli dei Borboni.
Il governo spagnolo, in seguito alla Guerra dei trent'anni, subì una grave crisi economica, che richiese l'imposizione di tasse. Anche Lanciano, che viveva principalmente degli incassi dei mercati e delle fiere, ricevette il duro colpo, con perdita di altri privilegi sulle terre e sui feudi. Il Duca Alessandro Pallavicino, avendo fornito vettovaglie all'esercito spagnolo, era creditore della Regia Corte, e chiedeva il pagamento, allorché il viceré Ramiro Felipe Núñez de Guzmán duca di Medina de las Torres dispose che il pagamento fosse effettuato mediante la vendita di una città, e fu scelta Lanciano con le "ville" del circondario.
Immediatamente in città ci furono moti popolari di protesta, e il sovrano spagnolo turbato riaffidò la causa in esame al Tribunale della Regia Camera. L'infeudazione diede inizio ad una lunga vertenza tra Alessandro Pallavicino e la città. Le autorità locali riuscirono ad impedire al signore feudale di prendere possesso della città. In seguito alla morte di Alessandro Pallavicino nel 1645, gli eredi furono costretti a vendere vari feudi per pagare i debiti, e Lanciano ne uscì ancora più fortemente depredata. Il 14 ottobre dell'anno, visto l'imminente tracollo economico-politico della città, Ferdinando (anche chiamato con il nome Ferrante) Francesco d'Avalos, 10º marchese di Pescara e 6º marchese del Vasto, acquistò Lanciano per 56.400 ducati. Lanciano continuò la vertenza per riacquisire la sua demanialità presso la corte di Madrid assisita dal giurista Costantino Cafaro. I rapporti estremamente conflittuali con il nuovo feudatario fecero sì che Lanciano accogliesse con favore la sollevazione di Masaniello, così come tutto il Mezzogiorno, entrando anch'essa in rivolta contro il feudatario il 20 luglio 1647 e abbattendone le insegne. Nella città un importante personaggio della sollevazione antibaronale fu Carlo Mozzagrugno, ribellandosi al Marchese, scacciando i suoi rappresentanti e togliendo le sue insegne dal Palazzo del Governo, lasciando solo quelle reali. 
In questo contesto il preside e governatore dell'armi di ambedue le provincie di Abruzzo Michele Pignatelli inviò a Lanciano il giovane avvocato fiscale Francesco D'Andrea con l'incarico di cercare una mediazione. Pignatelli entrò infine in città il 17 agosto con un forte contingente di quasi 1000 soldati, ponendo fine alla sollevazione. Anche il d'Avalos aveva radunato un numero cospicuo di milizie baronali, ma ad esse venne impedito dal Pignatelli l'ingresso a Lanciano, in quanto composte in larga parte da "pubblici delinquenti". In totale, dieci persone ritenute essere responsabili della rivolta vennero escluse dall'indulto, tra cui Carlo Mozzagrugno, che catturato poco dopo, venne ucciso segretamente nelle carceri dell'Aquila nel mese di ottobre.
Benché il Marchese del Vasto credesse di aver finalmente ripristinato l'ordine, essendo appoggiato anche dalla Curia Frentana, tra il '600 e il '700 nelle campagne del Sangro si succedettero molte scorrerie di briganti. Le fiere, sempre un vanto economico per Lanciano, subirono nel '600 un notevole ridimensionamento dovuto all'insicurezza e ai pericoli a cui i mercanti forestieri andavano incontro, e anche perché nell'aspetto fiscali essi erano senza protezione. Il ridimensionamento delle Grandi Fiere comportò la sottomissione della cittadinanza a nuovi prelievi fiscali, come il mantenimento dell'Arcivescovado, gli uomini addetti alla difesa dell'ordine pubblico e via dicendo. La città fu inoltre gravemente colpita dalla peste del 1656. Nel 1682 quando la città sembrava in via di ripresa, subì una grave carestia e un'invasione di locuste che mandò in distruzione vari raccolti.

### Il Settecento
Nel 1707 il Regno di Napoli, governato da un viceré, era sotto il dominio austriaco, ma solo con il trattato di Utrecht (1713), con il quale ebbe termine la guerra di successione spagnola, Filippo V di Spagna venne riconosciuto re legittimo; vennero ceduti all'Austria tutti i domini italiani e il Regno fu consegnato a Carlo VI. Il governo durò poco perché Carlo III di Borbone entrò a Napoli il 10 maggio 1734 e pose fine alla dominazione austriaca.
I Lancianesi non si arresero alla contrarietà degli eventi, continuando a chiedere una lunga serie di cause, come la reintegrazione della città nel Demanio Regio, mantenendo le ostilità contro il Marchese del Vasto.
Nel 1729 alla morte del Marchese Cesare Michelangelo d'Avalos, il popolo tornò a sperare in una reintegra, non avendo il feudatario eredi diretti, chiedendo consiglio a Carlo VI. La Regia Camera della Sommaria nel 1730 riconobbe come erede Giovanni Battista d'Avalos, il quale prese possesso del Palazzo d'Avalos (oggi sostituito da Palazzo De Crecchio), del governo di Lanciano e delle sue Ville.
Fino al governo borbonico (XIX secolo) i lancianesi si opposero fermamente ai d'Avalos, sperando in un governatore che si interessasse seriamente all'amministrazione della giustizia e ai poderi feudali.

### Il Settecento: da Carlo III alla Restaurazione

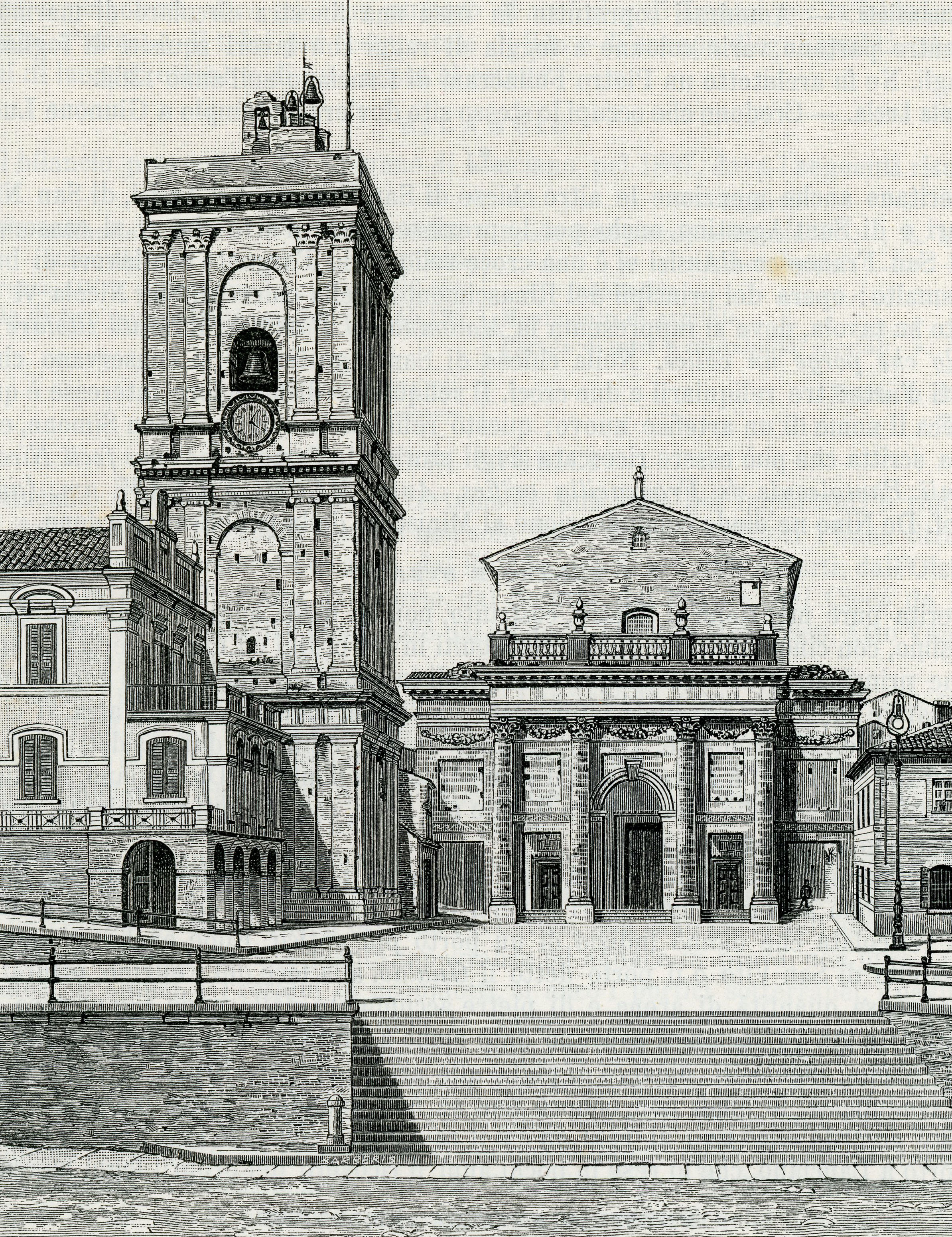
La Cattedrale della Madonna del Ponte in una incisione di Strafforello Gustavo (1899)

Con l'avvento dell'illuminismo, Lanciano trasse beneficio dalle varie innovazioni in campo socio-economico, le cui finalitò furono il passaggio da un tipo di società statica immobilista a una più dinamica e moderna. Infatti ci fu uno sviluppo dell'artigianato e delle attività dei bottegai, il cui fine non era più il semplice sostegno privato, ma anche l'esportazione dei propri prodotti.
Nel campo culturale ci fu una nuova fioritura di intellettuali e studiosi di memorie storiche della città, come Omobono Delle Bocache e il Cardinale Anton Ludovico Antinori. Le scienze principali praticate erano l'avvocatura e la medicina, ma anche l'economia, e intellettuali nacquero dai casati dei Ravizza e dei Liberatore. L'artista più prolifico proveniente da Lanciano, che si fece notare molto bene fuori dai confini abruzzesi, fu il compositore Fedele Fenaroli, che studiò a Napoli al Conservatorio di San Pietro a Maiella.

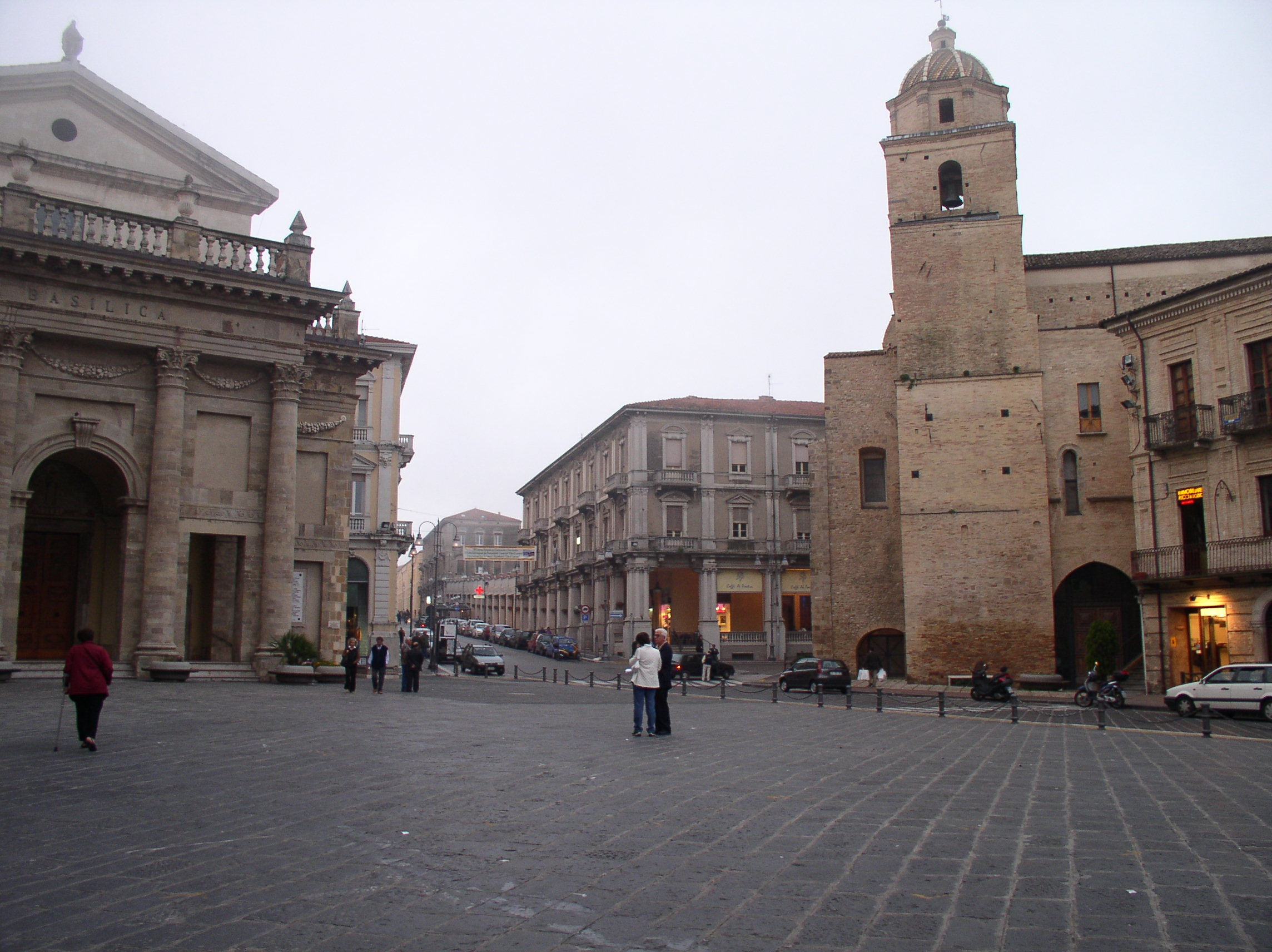
Piazza Plebiscito: all'altezza del campanile di San Francesco fu piantato nel 1799 l'albero della libertà, durante la Repubblica Lancianese

Nel 1778 si riaccese con forza la controversia della reintegrazione di Lanciano nel Regio Demanio: se ne diede incarico l'avvocato Matte De Angelis, il quale nello stesso anno presentò la vertenza a Napoli. Nel 1796 nasceva la Repubblica Cispadana, e nello stesso anno adottò il tricolore, futuro simbolo della bandiera italiana. In quell'anno il re Ferdinando IV fece visita alla città, meta di un lungo viaggio in Abruzzo, ospitato al Palazzo Vergilj.
Lanciano dal 1797 in poi sarà coinvolta nelle vicende di Napoleone Bonaparte, con la firma del trattato di Campoformio (2 maggio 1797). Già con la rivoluzione francese del 1789 nella città ancora una volta si formarono due fazioni politiche: i tradizionalisti fedeli al re e di illuministi seguaci delle nuove idee di uguaglianza e fratellanza. Nel dicembre 1798 all'Abruzzo venne destinata un'armata francese di 8000 uomini sotto il comando del Generale Duhesme, che entrò a Teramo l'11 dicembre, dove costituì la prima municipalità abruzzese avulsa dal governo borbonico. Tentativi di resistenza si organizzarono a Lanciano, Ortona e Chieti. Pescara e la sua fortezza fu occupata mitarmente. Queste ultime due furono occupate militarmente, mentre a Lanciano fu riservato un trattamento di riguardo, e il 4 gennaio il generale Louis François Coutard fece eleggere la Municipalità.
Dopo la parentesi della "Repubblica Lancianese", costituitasi nel 1799 insieme alle "repubbliche sorelle" della Repubblica Partenopea, il 12 maggio, dopo le scorribande del generale filoborbonico Giuseppe Pronio contro le guarnigioni francesi, a Lanciano tornarono i borbonici al governo di Napoli. A Lanciano fu abbattuto l'"albero della libertà" piantato in Piazza Plebiscito (oggi ricordato da una targa), le truppe furono guidate dal Generale Pronio e fu restaurato il precedente governo con gravi persecuzioni, perché Lanciano si era ribellata con forti proteste ai Borbone.

### La Repubblica Lancianese (1799)

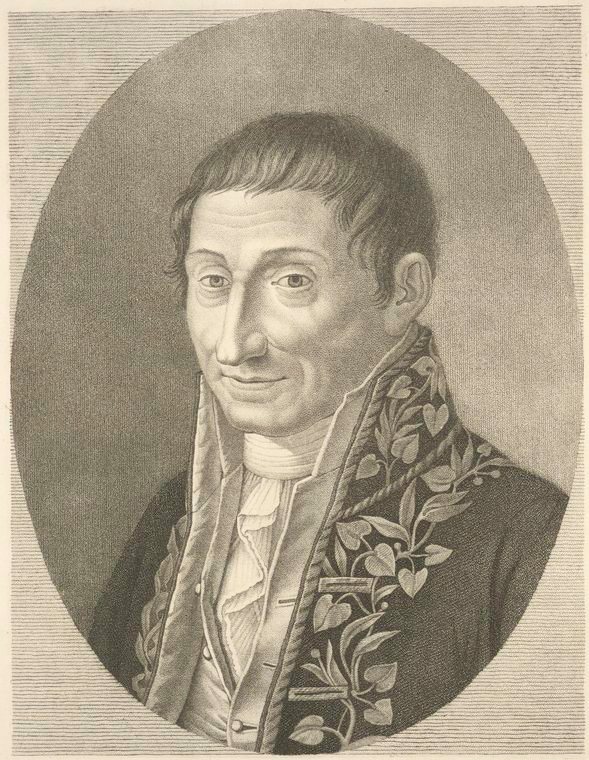
Fedele Fenaroli, compositore lancianese di musica da camera, a cui oggi è intitolato il teatro comunale

Il 1799 rappresentò per Lanciano un momento di confusione ed anarchia, in quanto molti avvenimenti si susseguirono nell'arco di poco tempo. Lo storico Omobono Delle Bocache visse in prima persona i fatti: il 6 febbraio la popolazione insorse contro i fautori della Repubblica Partenopea, assalendo il Tribunale della Municipalità (nel quartiere Borgo), distruggendo tutte le carte relative al passato governo; si ebbe per vari giorni uno stato di confusione generale, e dunque fu formato un corpo di guardia per garantire l'ordine con ronda mattutina, pomeridiana e notturna. Fu riconosciuto Fioravante Giordano come capo moderatore e sollecitatore di tutti coloro che prendevano le armi in aiuto del Regno, o per arrestare il passo ai francesi. Con l'imminente arrivo delle truppe di Gioacchino Murat, la mattina del 20 febbraio il popolo, benché sollecitato ad abbandonare le difese della città, aumentò le postazioni di guardia per respingere il nemico. Nella notte si tentò una mediazione, e un buon numero di cittadini, incluso il comandante Giordani, considerarono buona la proposta di riconoscimento dei diritti, ma presto la situazione degenerò la notte stessa, e i francesi occuparono la città.
Lanciano venne scelta come Centrale del Dipartimento, con a capo don Felice Gigliani, già Presidente della Municipalità. Nel contempo venne ordinata l'erezione dell'Albero della Libertà in Piazza del Plebiscito, simbolo dell'unione repubblicana alla Nazione Francese, e si provvide anche all'elezione di Beniamino Vergilj come Capo Battaglione della Guardia Civica. Il 30 marzo ci fu la festa per l'innalzamento dell'albero, con ufficiale adesione alla Repubblica Partenopea il successivo 27 aprile, quando i francesi partirono da Pescara e da Teramo per raggiungere Firenze, furono seguiti da molti simpatizzanti.
Con l'allontanamento dei francesi dalla città, i membri fedeli alla vecchia monarchia borbonica dettero segni d'insofferenza, scatenando sommosse popolari. I tentativi di sedare le rivolte furono infruttuosi, il 7 maggio il Generale Pronio giunse da Chieti, e prima di entrare in città convinse l'arcivescovo a fare da tramite per calmare la popolazione. L'ordine fu ristabilito il 12 maggio, il vecchio governo monarchico ristabilito, arrestati i fautori della repubblica, l'Albero della Libertà abbattuto.
L'intera mobilia fatta costruire dai repubblicani per il nuovo governo repubblicano, fu fatta a pezzi nella piazza e data elle fiamme.
Il 17 giugno una croce colossale venne eretta nel punto dove fu piantato l'albero della Libertà, con feste e canti.

## Dall'Ottocento ad oggi

### Periodo napoleonico (1806-1811)
Nel 1801 si formò la Repubblica Italiana, che comprendeva tutte le precedenti repubbliche, e con Papa Pio VII venne stipulato un "concordato" che porto alla riconciliazione dello Stato con la Chiesa. Nel 1805 Napoleone dette vita al Regno d'Italia, il Regno di Napoli fu assegnato a Giuseppe Bonaparte, Abruzzo incluso, e successivamente a Gioacchino Murat. A Lanciano, quando giunse la notizia delle riforme napoleoniche, incluso l'abolizione del feudalesimo, si ebbero numerosi tumulti.
Già nel 1801 c'erano stati tumulti: il 2 gennaio l'uditore Girolami ricevette la carica di Capitano di Pattuglia dal Generale Pronio Biase Di Iilio, mentre Comandante di Piazza divenne Giuseppe Brasile. Costoro però peggiorarono solo la situazione, fomentando le rivolte degli scontenti del popolo. Oltretutto ci furono delle persecuzioni contro i sostenitori repubblicani, terminati in omicidi, come quelli contro i coniugi Francesco Carabba e Scolastica Della Morgia i cui cadaveri, dopo essere stati decapitati e trascinati per le vie, furono bruciati nel Largo della Fiera.

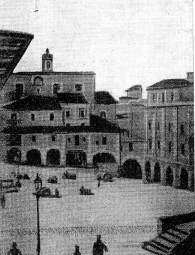
Lanciano nel 1870, veduta di Piazza del Plebiscito dalla salita dei Frentani

Il 30 aprile il Preside di Chieti Francesco Marescotti notificò alla Provincia l'atto di ratifica avvenuto a Firenze. Il 2 maggio ne seguì un atto di clemenza, ma il successivo editto del 18 luglio, che ridava libertà ai soggetti più feroci della rivolta, causò nuovi episodi di violenze e omicidi. I francesi tornarono in Abruzzo i primi di giugno 1803, il Generale De Soult si insediò a Lanciano, nel Palazzo De Giorgio, e nonostante la carestia, mostrò disprezzo per le condizioni popolari, facendosi trattare con tutti gli onori. L'odio dei borbonici contro i democratici non si placava, ed a Lanciano venne inviato il Preside di Teramo, Francesco Carbone, non appena i francesi si spostarono in Puglia, il 21 luglio 1804, e iniziò un'indagine persecutoria contro coloro che parteggiavano per la causa repubblicana; ma fuggì non appena i francesi risalirono lo Stivale, tornando a Lanciano il 13 ottobre.
Nel 1805 Lanciano con il Governatore Antonio Schiavelli e il Preside della Provincia Marescotti, e con la mobilitazione degli uomini migliori, seppe opporsi ai capi massa Rodio e Carbone, intenzionati a vendicarsi contro i giacobini, garantendo l'ordine pubblico. Il 10 febbraio 1806, dopo la notizia che i francesi erano di nuovo entrati nel Regno, il Giordano pregò l'arcivescovo di convocare tutti i gentiluomini e di voler accettare le idee repubblicane definitivamente.
Nello stesso anno il governo francese per volere di Giuseppe Bonaparte suddivise il Regno in vari "distretti", affinché fossero maggiormente governabili. Anche Lanciano ebbe il suo distretto, sciolto nel 1860, con i circondari di Orsogna, Casoli, Lama dei Peligni, Ortona, Palena, San Vito Chietino, Torricella Peligna e Villa Santa Maria. In questa parentesi amministrativa, le tre "ville" di Santa Maria Imbaro, Treglio e Mozzagrogna furono unite in un solo comune delle Ville.
Con il ritiro delle truppe francesi, a Lanciano si rafforzarono gli ideali di libertà e di progresso sia culturale che economico ed edilizio. Presto infatti nella città antica dei quattro quartieri storici ci saranno importanti modifiche urbane, mentre il 20 marzo 1808 veniva istituito il Tribunale di Prima Istanza ed il Tribunale del Commercio, sempre nel rione Borgo; il 17 luglio il Tribunale di Primo Appello veniva insediato in città, staccandosi da quello di Chieti, e così la città ebbe modo di accrescere la sua giurisdizione territoriale in gran parte del sud Abruzzo, a confine col Molise e la provincia di Caserta.
Chieti, antica rivale di Lanciano, fece di tutto per riavere la Corte d'Appello, e nel 1810 approfittò di un inghippo burocratico per impossessarsi nuovamente del tribunale, e così anche due anni dopo.
In questi anni si rafforza anche il malessere popolare verso la causa repubblicana francese, con le prime associazioni carbonare, anche in Abruzzo. Nel 1813 l'Arcivescovo di Chieti Saverio Bassi si mostrava preoccupato per la situazione e incaricò l'Arciprete di Orsogna don Filippo Didone di essere informato circa la penetrazione dei carbonari nel comune e nei dintorni.

### Il Risorgimento e l'Unità d'Italia

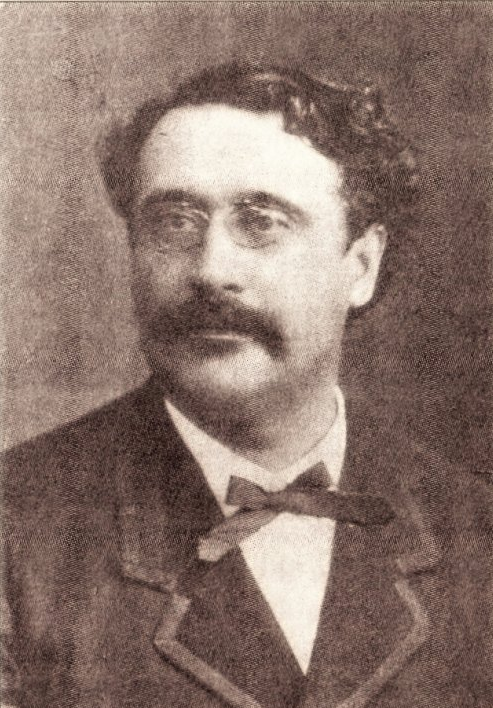
Luigi De Crecchio, uno dei patrioti lancianesi distintisi nel periodo risorgimentale

Negli anni dell'800 che precedettero il Risorgimento italiano, a Lanciano, pur perdurando da parte dei più illuminati la simpatia per le idee di libertà francesi e democratiche, ci si rese conto che l'abbandono della causa borbonica costò la perdita alla città della Corte d'Appello, trasferita all'Aquila, e di altri privilegi, oltre alle benemerenze derivate dalla fedeltà alla Regia Corona. La borghesia lancianese tentò di rimediare, cercando tutte le occasioni che avessero potuto ricucire lo strappo della Real Casa e riconquistare il prestigio dell'età murattiana.
Come sempre in città, in vista dei primi focolai di ribellione dei patrioti italiani, e delle lotte di Giuseppe Mazzini per uno stato italiano unito, fiorirono illustri intellettuali quali Raffaele Liberatore, Giuseppe Palizzi, Carlo Madonna, Giuseppe Vergilj, Luigi De Crecchio, Carlo Tommasini e Francesco Masciangelo. Alcuni di questi intellettuali furono definiti dalla polizia borbonica massoni e rivoluzionari, poiché nel 1830 Lanciano era la città abruzzese con più iscritti alla causa carbonara.
La causa ovviamente faceva parte solo degli animi dei più illuminati, dacché la popolazione ignorante era completamente estranea agli avvenimenti storici di quel periodo. La città contribuì alle guerre d'indipendenza, e Giuseppe Garibaldi, nell'impresa dei Mille, avendo saputo dare al popolo la carica di cui aveva bisogno, vide tra i suoi patrioti anche un folto gruppo di Frentani, accorsi numerosi al richiamo.
l'8 settembre 1860, il giorno seguente l'entrata di Garibaldi a Napoli, il consiglio comunale di Lanciano aderì al Regno d'Italia, divenendo una delle prime città abruzzesi ad entrare nel nuovo Stato.
Nel corso del Risorgimento e dei moti insurrezionali, a Lanciano ci furono alcuni patrioti di rilievo, come Gian Vincenzo Pellicciotti che aveva fondato il periodico "La Maiella" e poi "Monte Amaro", poi Filippo Sbetico, Nicodemo Bomba, Giacomo De Crecchio e altri. Quando nel 1849 i Borboni sciolsero la Camera, a Lanciano reagirono con sommosse, dimostrazioni e proclami che invitavano il popolo alla rivolta. La polizia respinse i tumulti capeggiati da Carlo Madonna, mentre sostenitore, a Napoli, della causa abruzzese risorgimentale era Silvio Spaventa, nato nella vicina Bomba. I patrioti di Lanciano e di Chieti parteciparono culturalmente alla causa dello Stato mediante il quotidiano "La Maiella" del Pellicciotti; nel '53 i lancianesi Palmiro Castagni e Pasquale Colacioppo si distinsero nelle battaglie per l'Unità.

### Il secondo Ottocento e la costruzione della nuova città

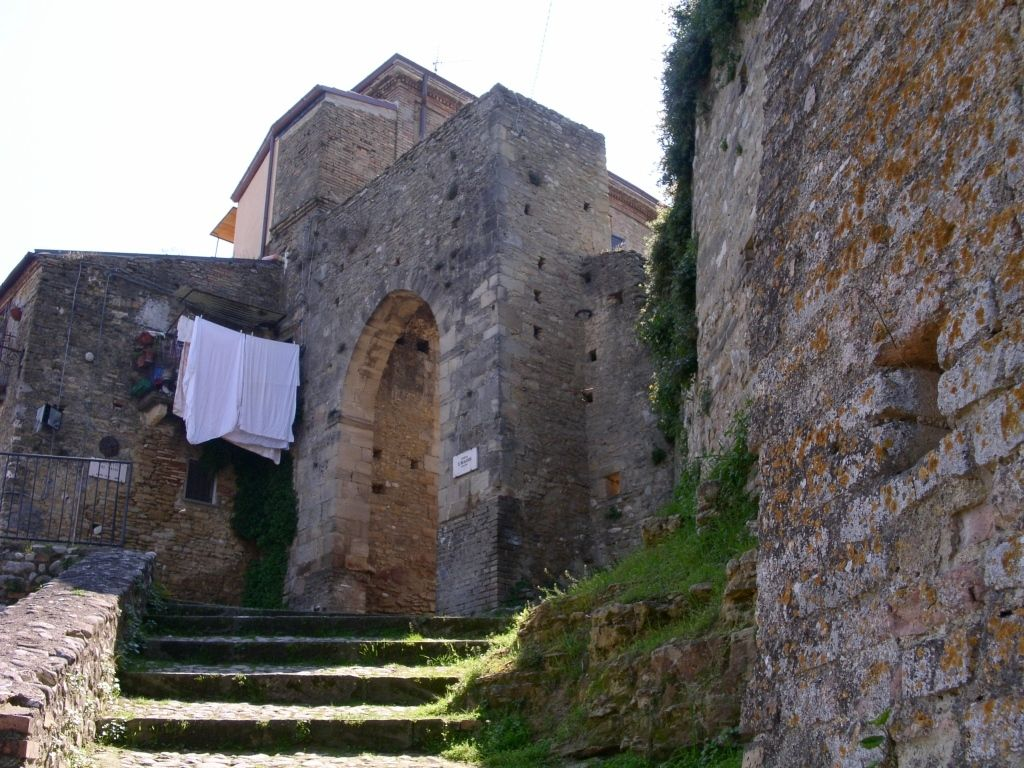
Porta di San Biagio, l'unica rimasta delle 9 porte della città vecchia dopo le demolizioni di Eugenio Michitelli

La spinta di rinnovamento che nel corso dell'800 proiettò le città verso il futuro, coinvolse anche Lanciano, che vide la classe dirigente e strati influenti della popolazione impegnati in uno sforzo di rinnovamento, in un ideale di costruire una società del tutto nuova, partendo dall'assetto urbanistico, tentando di cambiarlo seguendo quell'ottica di abbandono del vecchio per guardare con speranza al nuovo. Il sentimento di rottura sia politico che sociale con le vecchie classi dirigenti, a partire dal primo ventennio dell'800 si riversò nel campo architettonico, allora giudicato positivamente dalle amministrazioni comunali e dell'alta borghesia, oggi visto dagli studiosi come un esempio di autentica devastazione da parte della cittadinanza del proprio passato.
Il primo caso di questi fu la demolizione tra il 1819 e il 1822 delle Scuole Pie, in concomitanza con l'abbattimento dell'antica chiesa quattrocentesca della Santissima Annunziata in Piazza del Plebiscito, affinché l'architetto teramano Eugenio Michitelli avesse potuto ricostruire in stile neoclassico, con un ambizioso progetto mai completato, la facciata della Cattedrale della Madonna del Ponte. Insieme alla chiesa fu demolito anche l'antico portico di logge, usato per le riunioni del tribunale e per i mercati, vennero sventrati alcuni edifici ritenuti di scarsi valore storico presenti nella Piazza, che la rendevano più stretta e più opprimente.

L'architetto Filippo Sargiacomo che si occupò della progettazione del grande piano regolatore della città nel 1879

Architetto mente di queste operazioni fu sempre il Michitelli, il quale portò in atto un primo intervento di chiusura delle acque paludose di fosso Malvò, presso il rione Borgo, la cui palude impediva il collegamento tra la Piazza ed i rioni Civitanova-Sacca, se non tramite il Ponte dei Calzolari, demolito successivamente durante il piano regolatore di Filippo Sargiacomo. Michitelli intanto continuò con le demolizioni di gran parte delle mura medievali, lasciando i tratti inglobati di via Agorai e via Bastioni con le case civili. Nel 1819 fu demolito il torrione normanno di Porta Sant'Angelo, citato anche da Ugo Malmozzetto nell'XI secolo, per allargare l'ingresso alla fonte del Borgo in Piazza Memmo. Nel 1846 anche Porta Sant'Angelo, ritenuta una delle più belle di Lanciano, capitolò, e così anche Porta Santa Chiara all'ingresso di Corso Roma, Porta San Nicola e Porta Diocleziana.
Lo sfregio peggiore avvenne nel rione Lancianovecchia, quando tre chiese risalenti all'XI secolo furono rase al suolo in un'ipotetica speranza di edificazione di case civili, ossia quella di San Martino (dove oggi sorge il Palazzo del Capitano), quella di San Maurizio (in Largo dei Frentani) e quella di San Lorenzo nella piazzetta omonima. Il progetto prevedeva l'abbattimento anche della chiesa di San Biagio e di quella di San Giovanni (quest'ultima sarà distrutta dal bombardamento del 1943), ma per fortuna non se ne fece nulla.
In contemporanea con le demolizioni della città vecchia, i monumenti più antichi e illustri venivano restaurati e riportati all'antico splendore, come ad esempio la ricostruzione x novo della vecchia Fontana di Civitanova, risalente al III secolo d.C., il ripristino del Ponte dell'Ammazzo presso Porta San Nicola e regolamentate le acque pubbliche. Nel 1860 costruito anche il primo cimitero civile, bloccando così la sepoltura dei cadaveri dentro l chiese.
Tra le opere più importanti del cambiamento urbano di Lanciano nel primo '800 ci furono la ristrutturazione del palazzo comunale, e soprattutto l'edificazione del teatro pubblico presso l'antico convento di San Giuseppe, edificato nel 1834 da Taddeo Salvini e completato nel 1841, solennemente inaugurato nel '46 alla presenza di Ferdinando II delle Due Sicilie. Lanciano fu anche una delle prime città abruzzesi a beneficiare dell'illuminazione pubblica con 17 fanali nel 1822, per raggiungere 40 lampioni solo pochi anni più tardi.

Villa Carabba presso il quartiere Cappuccini in una foto d'epoca

Il secondo grande progetto urbanistico di Lanciano, dati i scarsi risultati dell'architetto Michitelli, ci fu immediatamente dopo l'Unità. Nel 1856 circa l'architetto e ingegnere lancianese Filippo Sargiacomo si era occupato del risanamento di quasi tutte le chiese del centro, che si trovavano in grave stato di degrado, e successivamente sotto l'amministrazione di Gerardo Berenga nel 1879 presentò il primo piano regolatore della città. Tra le prime opere di Sargiacomo ci fu la colmata del fosso Malavalle e l'abbattimento del ponte di collegamento, la costruzione di un vero e proprio circolo culturale ospitato nella Casa di Conversazione, annessa al palazzo comunale, e più avanti venne progettata un'intera nuova città da edificarsi presso il piano delle fiere, nell'agro del convento di Sant'Antonio (ex Sant'Angelo della Pace). L'intera area del Corso Trento e Trieste venne realizzata intorno ai primi del '900, e nel corso degli anni si arricchì sempre più di palazzi liberty e decò, e anche dei caratteristici portici, voluti da vari lancianesi dell'alta borghesia. Venne pertanto realizzata, tra l'ingresso del corso e l'area di Sant'Antonio anche la villa comunale, con la futura stazione ferroviaria Sangritana nel 1915.
Nel 1887 il regime protezionistico produsse alcuni effetti positivi, dando modo a diversi settori dell'industria di poter crescere. Lanciano ancora oggi, benché in rovina, mostra gli edifici delle antiche industrie del lanificio presso il Borgo Mancini, a ridosso della villa comunale e delle fornaci di mattoni a Santa Liberata. In quegli anni altri stabilimenti sorsero presso il fosso della Pietrosa, oggi Piazzale Memmo, e nel quartiere dei Cappuccini, il tabacchificio, successivamente demolito, e anche lo stabilimento tessile Tinari e il calzificio Torrieri (1924).
Altri avvenimento degni di rilievo in città nella seconda metà dell'800 furono la costruzione del secondo principale Real Liceo Ginnasio d'Abruzzo nel 1865, dopo quello di Chieti, dedicato a Vittorio Emanuele II, e la fondazione da parte del facoltoso Rocco Carabba dell'omonima casa editrice (1878), tra le più influenti della regione, che si occupò anche della pubblicazione della prima opera poetica di Gabriele D'Annunzio (1879), e di molte altre raccolte antologiche e culturali.

### Il primo '900
Nel 1900 lo "Stabilimento Industriale Meccanico" di Luigi Majella che produceva pompe idrauliche e forni da campagna, presso Santa Liberata, e anche locombobili e trebbiatrici inglesi, fu premiato con diverse medaglie d'oro nelle esposizioni di Cannes, Napoli, Parigi e Roma. Per Lanciano iniziò nel '900 un florido periodo economico che non contava più soltanto sulla forza agricola, ma anche specialmente su quella industriale. Presso il "corso nuovo" vennero aperti i moderni istituti di credito, delle poste e vari uffici comunali, insieme alle nuove botteghe per un commercio più ampio e non solo di stampo artigiano. Il 1 ottobre del 1900 il Ginnasio diventò Governativo, acquisendo prestigio. Nel 1905 l'ingegnere Ernesto Besenzanica fece redigere un nuovo progetto per la linea ferrata "Sangritana" con trazione elettrica e a vapore. L'intera ferrovia Adriatico-Sangritana, che collegava Castel di Sangro a San Vito Chietino fu terminata nel 1915, e la stazione inaugurata presso la villa comunale.
Nell'anno 1908 lo scrittore celebre Luigi Pirandello fu presidente di commissione nella maturità di liceo ginnasio, e singolare fu una sua diatriba con l'editore Rocco Carabba per la pubblicazione di alcune sue novelle. Nel 1911 si inaugurò nel quartiere dei Cappuccini il moderno stabilimento tessile ad opera di Raffaele Tinari, insieme allo stabilimento di tabacchi. E sempre nel primo decennio del '900 l'architetto Annio Lora ebbe il merito di ammodernare il Corso Trento e Trieste con eleganti costruzioni in stile liberty, finanziate dalle facoltose famiglie lancianesi; oltre alle residenze normali, anche alberghi, scuole, circoli e luoghi di ritrovo avrebbero dovuto figurare nel contesto della nuova città.
Benché anche Lanciano avesse dovuto inviare i suoi uomini in battaglia per la prima guerra mondiale, la città non rimase colpita dalle vicende, e continuò a proliferare economicamente.
Nel 1915 iniziò a funzionare ufficialmente la ferrovia elettrica, nel 1916 la ditta Fratelli Mari aprì una grande officina per la costruzione di macchine olearie, nel 1917 erano attivi i Pacifici Ciarelli-Torrieri e Frentano. La crisi economica si manifestò nel 1920, anche se il corso nuovo si dotava sempre di più di nuovi uffici, come l'apertura del Banco di Roma (nel Palazzo De Angelis) e la fondazione si una succursale dell'Editrice Rocco Carabba. Visto l'arrivo della crisi economica, si portarono a compimento i lavori della rete fognaria del corso, mentre si temeva la chiusura della Sottoprefettura del Tribunale di Chieti.

### Il fascismo

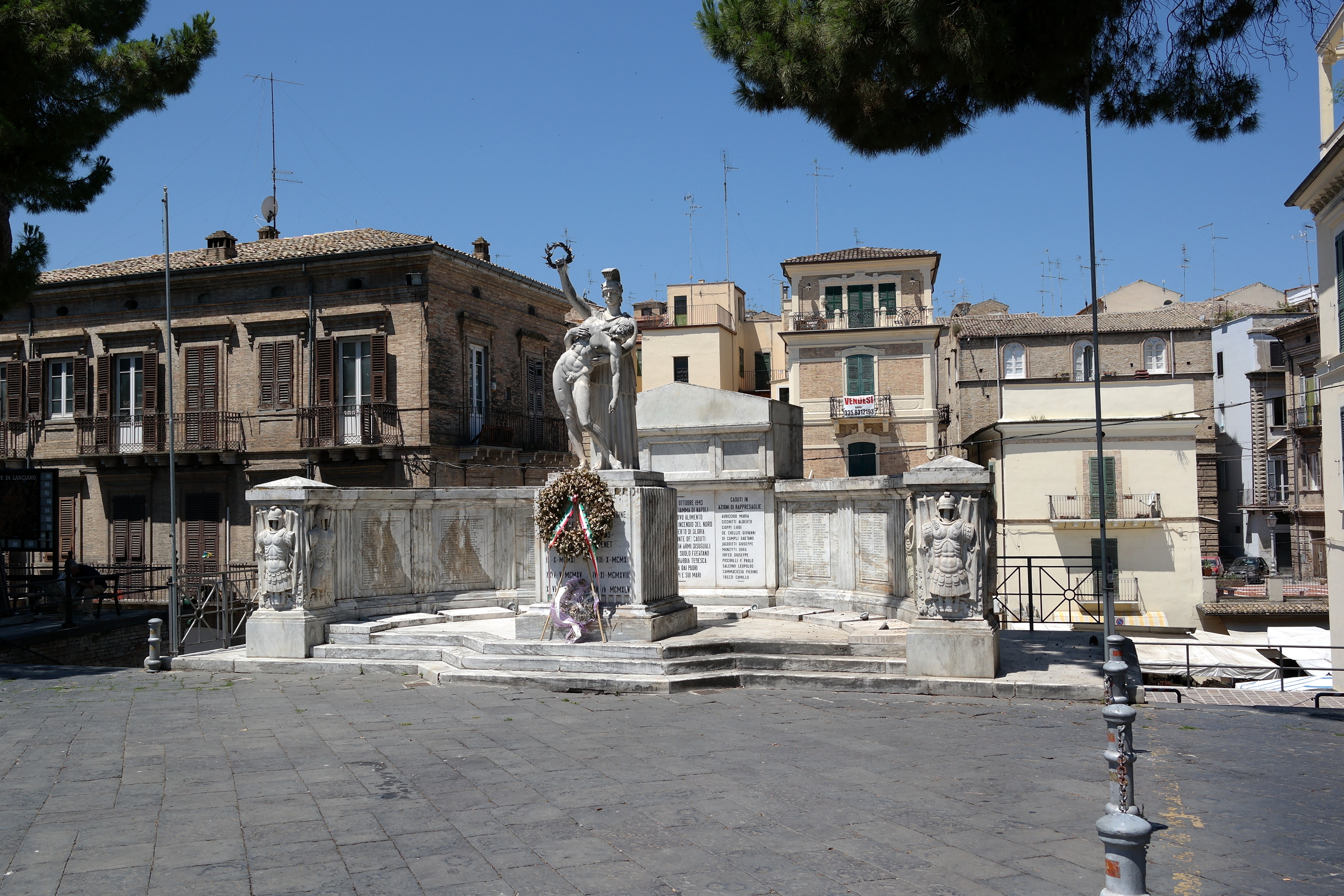
Il Monumento ai Caduti, fatto inaugurare dal podestà di Lanciano nel 1926 sopra l'antica fontana monumentale in Piazza Plebiscito

Nel 1924 nel quartiere della "Fiera" aprì lo stabilimento tessile Torrieri, mentre il quartiere nuovo del Corso Trento e Trieste si ampliò sempre più in direzione delle contrade Serroni e Sant'Antonio. Anche il quartiere dei Cappuccini, chiamato così per il monastero di San Bartolomeo, si dotò di un viale sontuoso con palazzine liberty.
Il 19 luglio 1925 presso il Palazzo Cipollone sul corso venne inaugurata la filiale della Banca Agricola Italiana. Nel 1926 s'iniziò il progetto per la costruzione delle case popolari, e presso Piazza del Plebiscito venne abbattuta la storica fontana rotonda per erigere il Monumento ai Caduti. Concesse le licenze edilizie per la costruzione di palazzi popolari, ancora oggi visibili nel quartiere novecentesco, in Piazza Unità (ex della Vittoria) e in via Vittorio Veneto, in quest'anno venne anche inaugurato presso la villa l'ippodromo.
Nel 1927 a Roma si costituì L'A.T.I. (Azienda Tabacchi Italiani) che consentiva il monopolio dei tabacchi, e la giunta lancianese prese tempestivamente i contatti con la Direzione Generale, affinché nel 1929 si fosse potuto costruire un nuovo grande stabilimento nel quartiere Cappuccini per dare lavoro almeno a un centinaio di operaie donne. Il 1930 fu l'anno d'oro dell'Editrice Carabba, poiché per la terza volta nella storia di Lanciano s'ebbe un'ondata culturale di scrittori, poeti, novellieri e musicisti, tra questi l'abruzzese Cesare De Titta. La Carabba tuttavia allacciò contatti anche con scrittori nazionali come Alberto Moravia, Nicola Moscardelli e Corrado Alvaro per la pubblicazione delle loro opere.
Nel periodo del fascismo a Lanciano, specialmente nel decennio degli anni '30, ci fu la costruzione di altre opere edilizie.

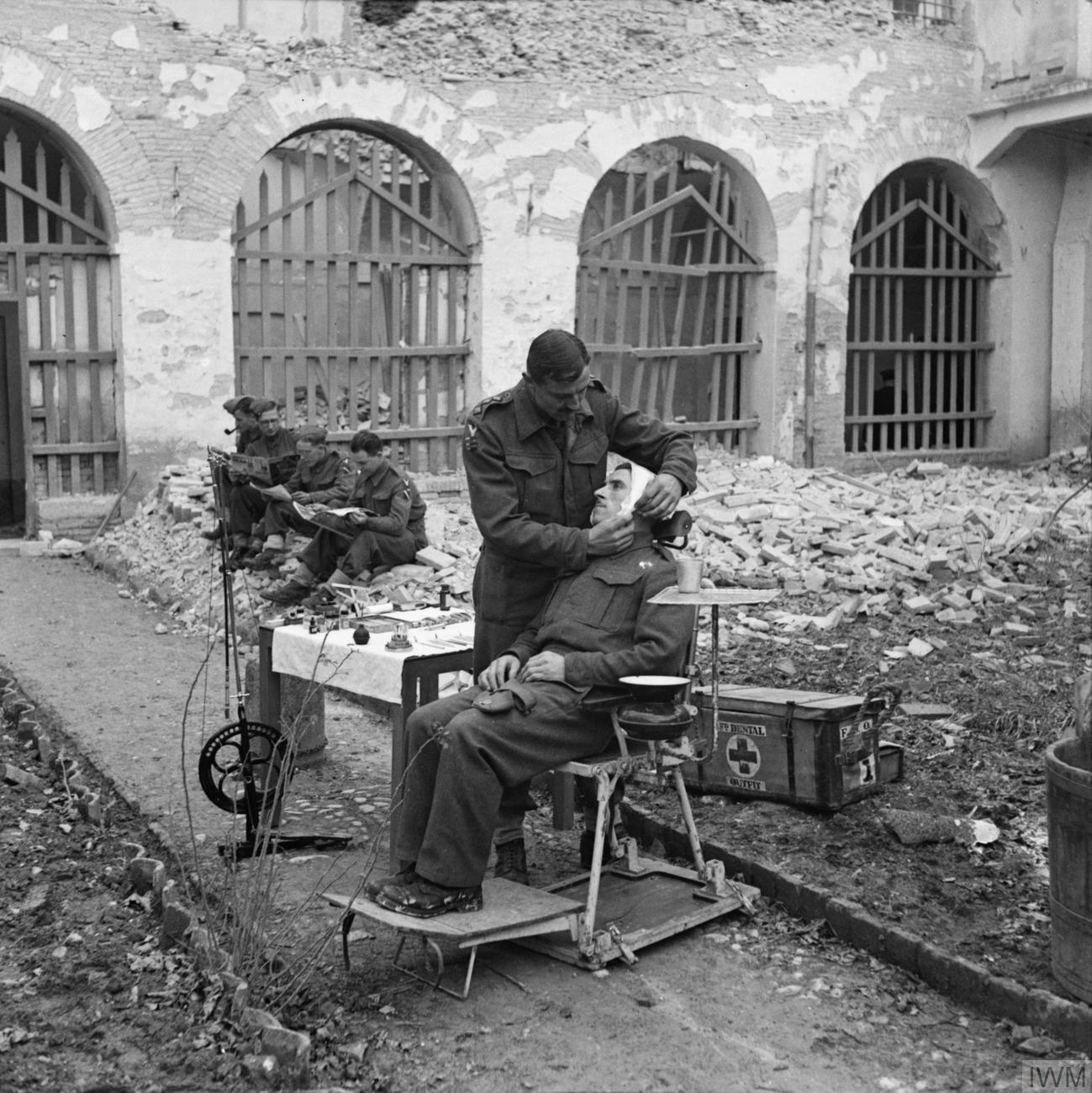
L'armata britannica a Lanciano nel 1943

Nella storia del Novecento di Lanciano una pagina molto importante è quella dell'adesione alla Resistenza. Subito dopo l'occupazione nazista, tra il 5 ed il 6 ottobre 1943, alcuni gruppi di giovani lancianesi presero le armi contro gli invasori e li impegnarono in due giorni di combattimenti (la rivolta degli martiri ottobrini). Alla fine dell'insurrezione ebbero perso la vita 11 ragazzi. Altri dodici civili sarebbero stati uccisi nelle rappresaglie dai nazisti. Questo episodio segnò l'inizio della partecipazione attiva di tutta la cittadinanza alla Resistenza, motivo per il quale Lanciano è stata insignita della medaglia d'oro al valore militare dal presidente Einaudi nel 1952, è quindi tra le città decorate al valor militare per la guerra di liberazione.

### Campo di internamento di Villa Sorge
Poco dopo l'entrata in guerra dell'Italia, il 27 giugno 1940, iniziò anche l'agonia dei prigionieri ebrei, slavi o semplicemente dissidenti politici, nei campi d'internamento. In Abruzzo aprirono circa 15 campi, e anche Lanciano ebbe il suo campo di prigionia a Villa Sorge, nel quartiere Cappuccini. La villa era composta di 3 piani, piano terra con 4 camere, primo piano con 5 e un secondo con 3, ed era proprietà dell'avvocato Filippo Sorge. Il 15 settembre 1940 risultavano internate a Villa Sorge 49 donne ebree con 4 bambini, anche se giù 71 internate erano state già alloggiate ivi, e successivamente smistate in altri campi. Le donne internate non erano solo della città, ma anche di altre zone dell'Europa.
Gran parte delle notizie sono tratte dal racconto della prigioniera Maria Eisenstein, internata n. 6, che soggiornò alla villa tra il 4 luglio e il 13 dicembre 1940, in cui spiega le varie mansioni a cui le donne erano dedite (cucinare, lavare, pulire), per poi essere smistate e trasferite in altri alloggiamenti.

### Guerriglia degli Eroi Ottobrini (5-6 ottobre 1943)
Lanciano, città più grande di Ortona, era considerata di importante valore strategico sul tutta la valle del fiume Sangro. In città la situazione economica e politica già si era fatta molto difficile dall'estate del '43, con la notizie della deposizione e dell'arresto di Mussolini, traslato a Campo Imperatore. Il 22 agosto degli aerei alleati gettarono sulla città una pioggia di volantini dove si invitava ala popolazione a ricacciare i tedeschi Il 13-14 settembre i tedeschi arrivarono a Lanciano, stabilendosi nel quartier generale di Villa Paolucci e a Castelfrentano presso Villa Lanza, sul Colle della Vittoria; già prima dell'azione dei "martiri ottobrini" del 5-6 ottobre, nel mese di settembre si era costituito un gruppo partigiano di resistenza, comandato da Carlo Shoneim e altri 16 elementi, di cui Trentino La Barba, mentre sempre nello stesso anno esisteva un gruppo di resistenza a carattere però prettamente politico, comandato dall'avvocato e poeta Federico Mola, che intendeva rovesciare il governo fascista della città. Altri gruppi, come quello dei sabotatori del Di Ienno, erano semplicemente animati da spirito patriottico, ma senza adeguata preparazione.

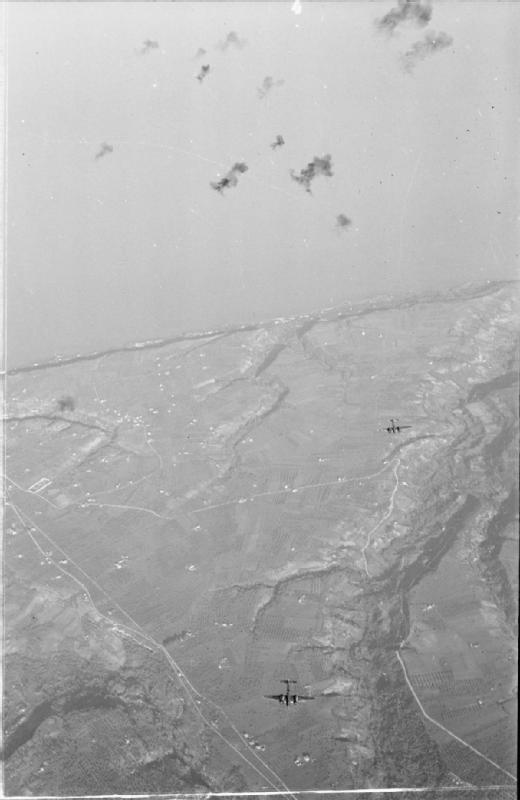
La Royal Air Force sorvola Lanciano e la piana del Sangro

Nei momenti in cui Kesselring ordinava la costruzione della linea Gustav, la presenza tedesca a Lanciano iniziò a farsi sempre più pressante, con la requisizione di viveri e vettovaglie, addirittura di 10.000 litri d'olio da trasportare a Villa Paolucci. Tutti questi atti di intimidazione delle squadre tedesche contro la popolazione, comportò la nascita di un gruppo di giovani d'ideali liberali, che il 2 ottobre penetrarono nella caserma militare presso la chiesa di Santa Chiara, requisendo delle armi di nascosto. Il 4 giunse a Lanciano la notizie della presa alleata di Termoli, i tedeschi s'innervosirono ancora di più, mettendosi a requisire altri viveri, suscitando l'ira del Generale italiano Genesio Mercadante, che li apostrofò come ladri, rischiando l'arresto Si scongiurò per questo anche una possibile guerriglia urbana, anche perché la cittadinanza venne minacciata di venire ridotta in macerie dalla Panzerdivisionen dei paracadutisti, acquartierata a Piazzano d'Atessa.
Nel frattempo i giovani d'ispirazione patriottica nascosero le armi requisite in una grotta di Pozzo Bagnaro, nei pressi del Ponte romano di Diocleziano; il 5 ottobre iniziò la guerriglia urbana dei giovani, risalendo da Porta San Biagio, incendiando delle camionette tedesche, dirigendosi presso il rione Borgo. Tuttavia nel disordine in via dei Bastioni, i tedeschi giunti immediatamente con rinforzi da Villa Paolucci, catturarono Trentino La Barba e Antonio Memmo, che riuscì in seguito a fuggire. La Barba fu condotto nel quartier generale, interrogato e torturato, con l'abbrustolimento degli occhi, e condotto all'inizio del viale Cappuccini, fucilato e impiccato al primo albero.
Il 6 ottobre il resto della brigata partigiana lancianese occupò i punti strategici della città, le Torri Montanare, Porta Santa Chiara con la caserma militare, il torrione aragonese. Nello scontro immediato coi tedeschi, avvertiti da una spia fascista, presso Porta Santa Chiara, perirono nella zona dei Cappuccini i componenti della banda di Trentino La Barba: Remo Falcone, Nicolino Trozzi presso via Marconi, Achille Cuonzo, Adamo Giangiulio e Giuseppe Marsilio nelle vicinanze del viale.
In seguito alla loro morte, lo scontro col resto della brigata si spostò per le vie del centro storico, tra Corso Roma, via del Commercio (oggi via Fenaroli) e il quartiere della Fiera su corso Trento e Trieste. Questo episodio segnò l'inizio della partecipazione attiva di tutta la cittadinanza alla Resistenza, motivo per il quale Lanciano è stata insignita della medaglia d'oro al valore militare dal presidente Einaudi nel 1952, è quindi tra le città decorate al valor militare per la guerra di liberazione. Negli anni '70 è stato realizzato un monumento commemorativo presso il Piazzale VI Ottobre all'inizio di via Ferro di Cavallo, a ricordo dei martiri, mentre nel 2016 veniva realizzata una statua, posta in Largo dell'Appello, ritraente Trentino La Barba in veste di martire cristiano, mentre guarda verso la Maiella.

### Lanciano: dalla rappresaglia tedesca al bombardamento del 20 aprile 1944

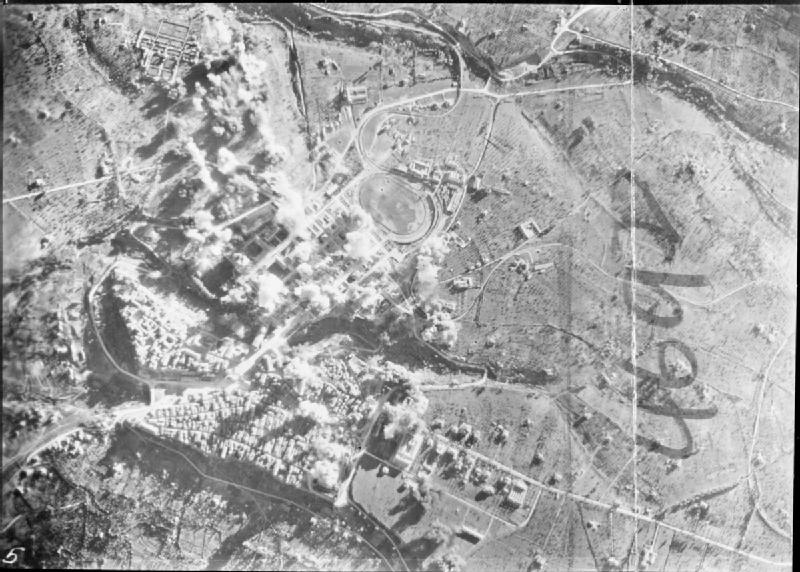
Bombardamento alleato di Lanciano del novembre 1943

La rappresaglia tedesca, il 6 stesso, fu tremenda contro Lanciano: vennero incendiati i portici del Corso Trento e Trieste, prese a fucilate le case e le vetrine dei negozi, incendiata la Casa di Conversazione del palazzo comunale, mentre i partigiani "ottobrini" si ritiravano verso la Civitanova da Piazza Garibaldi o della Verdura; durante la ritirata Guido Rosato venne scoperto da un tedesco e fucilato per rappresaglia davanti alla chiesa di Sant'Agostino, mentre era appostato dietro la chiesa della Candelora I morti civili che non parteciparono alla guerriglia furono 12, mentre i caduti tedeschi 47. Il 7 ottobre il vescovo Monsignor Tesauri organizzò un'ambasciata presso Villa Lanza a Castelfrentano per chiedere ai tedeschi di non compiere ulteriori rappresaglie, ma il capitano Foltsche accusò il podestà Antonio Di Ienno di essere stato l'organizzatore della rivolta, ma alla fine si riuscì a trovare l'accordo.
Dopo il seppellimento delle salme l'8 ottobre, i tedeschi non badarono per il momento alla vendetta su Lanciano, per concentrarsi a fortificare la "Winter Line" lungo i centri di Fossacesia Marina, Pianibbie-Altino, schierando la 65ª Divisione di fanteria comandata dal generale von Ziehlbergh, comprendente il 145º e il 146º Reggimento Granatieri, e il 165° Regg. d'Artiglieria. L'area di Lanciano era difesa dal 145° Regg. del Colonnello Kroekel con comando operativo a Treglio. Per mettere in piano la tattica della terra bruciata kesselringhiana, i tedeschi distrussero la ferrovia Sangritana, i ponti, le strade, mentre cominciava anche il rastrellamento degli uomini abili per l'opera di fortificazione della linea. Il podestà Di Ienno a Lanciano riuscì a ridurre il rastrellamento da 600 a 60 unità, commutando il lavoro degli altri graziati a mansioni di servizio meno gravose. Tutti i ponti sul Sangro, da Fossacesia a Lanciano e Casoli, vennero fatti saltare in aria il 24 ottobre.
Il 28 ottobre, dopo i bombardamenti dei due giorni precedenti, giunse l'ordine tedesco di sgombero civile della città per le operazioni belliche, ma essendo la popolazione relativamente numerosa, circa 30 000 persone, l'ordine ricevette la risposta negativa del podestà, andando a chiedere udienza dal prefetto di Chieti, trattando col Colonnello Kroekel. La soluzione fu consegnare a ciascun cittadino uno speciale lasciapassare, a partire dal 3 novembre, sotto la minaccia di immediata fucilazione come nemico spia per chi non l'avesse esibito ai posti di blocco.
In seguito all'entrata alleata a Vasto, i bombardamenti aerei americani iniziarono a comparire anche a Lanciano, con il danneggiamento il 4 novembre del Calzificio Torrieri presso la villa comunale, mettendo a dura prova i nervi del podestà Di Ienno, che temeva un nuovo ordine tedesco di sgombero civile. In un nuovo colloquio col prefetto di Chieti, Di Ienno assicurò ogni cura e premura per la popolazione, soprattutto per i vecchi e i bambini, e in caso estremo di evacuazione, pretese che in città rimanessero soltanto 7 000 persone, ossia le parti della società più vulnerabili necessitanti di cure. Queste persone nei giorni seguenti, vista la "bolla d'aria" entro cui si trovava Chieti dichiarata città aperta, verranno trasferite nell'ospedale teatino.
Profittando del mancato controllo tedesco sulla strada tra San Vito e Ortona, il podestà iniziò pian piano a far sfollare altri civili, mentre l'8 novembre, come prevedeva, venne affisso un nuovo manifesto che intimava un nuovo massiccio sfollamento civile; anche se Di Ienno comunicò alla prefettura di Chieti che erano sfollate dalla città 22 000 persone, quando in realtà solo 5.000 avevano lasciato la città
Intanto i territori di Paglieta e Montecalvo dall'altra parte del Sangro venivano occupati da Montgomery il 17 novembre; il 22 fu gettata una testa di ponte dalla divisione neozelandese dell'VIII Armata, sotto il territorio di Atessa, presso Piazzano-Saletti, nonostante vi fosse la piena del Sangro. Altri ponte all'altezza delle campagne di Paglieta e Piane d'Archi vennero realizzate tra il 23 e il 26 novembre, e il 28 il tempo fu abbastanza buono per scavalcare il fiume verso contrada Sant'Onofrio e Fossacesia.
Nel frattempo Lanciano subì il primo vero bombardamento aereo il 20 novembre, mentre la gente si riparava nei sotterranei, e sotto i locali della Cattedrale. Il 22 novembre un secondo bombardamento colpì il rione Lanciano Vecchio, danneggiando la chiesa di San Giovanni, il 23 al terzo bombardamento, i tedeschi intimarono lo sgombero degli ultimi residenti di Lanciano per poter minare la città dalle fondamenta, ma il podestà Di Ienno riuscì a ritardare lo sfollamento di 6 giorni, mentre le mine di distruzione venivano accumulate nel campo sportivo. I bombardamenti alleati continuarono il 24, il 25 e il 26, facendo interrompere l'afflusso di energia elettrica, mentre venivano danneggiati gravemente l'ospedale civile, le carceri e l'attigua chiesa di Santa Giovina. I feriti vennero trasportati a Palazzo De Giorgio.

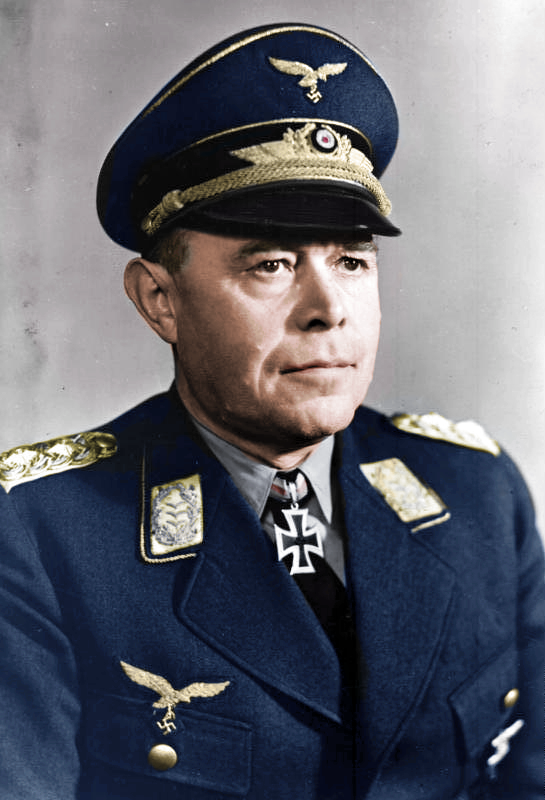
Albert Kesselring

Il 27 novembre, con la visita di Kesselring della Winter Line, ci fu un nuovo bombardamento alleato lungo la riva del Sangro. I mezzi di trasporto dell'VIII Armata erano giunti nelle campagne lancianesi, e presidiavano gli accessi principali alla città, il XIII Corpo d'Armata con la 2ª Divisione neozelandese e l'8° Indiana Sick, che puntavano verso Castelfrentano, mentre la 78ª Divisione inglese e l'8° Indiana Gurkha puntata verso il mare, passando per Mozzagrogna e Santa Maria Imbaro A Mozzagrogna ci furono combattimento corpo a corpo coi tedeschi, che il 29 novembre contrattaccarono con la XXVI Divisione Panzer, ricacciandoli, e venendo sostenuti dai 3 Battaglioni Irlandesi di riserva. All'alba del giorno successivo, i due piccoli paesi posti a metà tra Lanciano e Fossacesia, lungo la strada Nazionale, vennero abbandonati per l'intervento massiccio degli aerei alleati. Vennero organizzate due divisioni per raggiungere Lanciano, una passò per Rocca San Giovanni, conquistata il 1 dicembre senza combattimenti, l'altra si recò a Fossacesia.
I Neozelandesi avevano passato il Sangro da sud, ma arrivati a contrada Cotti (comune di Castelfrentano) il 28 novembre, si divisero per raggiungere Lanciano, passando da una parte per Colle Campitelli e Rizzacorno, dall'altra attraverso Sant'Onofrio-Villa Elce, raggiunsero la città frentana; il 29 novembre raggiunsero contrada Castello-Cotti di Castelfrentano, e poi Crocetta e Colle San Tommaso. L'attacco a Castelfrentano fu sferrato il 1 dicembre, con intensi bombardamenti, e il paese fu occupato il giorno seguente. Tutte le contrade circostanti: Trastulli, Paludi, San Tommaso, Moscete, vennero occupate, mentre la divisione avanzava in direzione di Orsogna e Guardiagrele, occupando, discendendo il colle, anche le contrade di Nasuti, Madonna del Carmine e Sant'Amato. Così si concluse lo sfondamento della cosiddetta Winter Line del Sangro.
Precedendo i fatti della campagna del fiume Moro e della battaglia di Ortona (tra novembre e fine dicembre 1943), i tedeschi approfittarono del ritardo di Montgomery di dirigersi immediatamente a nord di Lanciano, di abbandonare la città frentana per fortificarsi in una nuova linea sul fiume Moro, tra Orsogna e Ortona. Il 30 novembre il Colonnello Kroekel abbandonò velocemente la postazione a Treglio (paese posto tra San Vito e Lanciano), dirigendosi verso Ortona da San Vito, ma l'autovettura fu intercettata da mitragliatori britannici, che uccisero il colonnello. Per via del clima di indecisione e nervosismo generale, i tedeschi non fecero in tempo a distruggere l'ultimo ponte sul Feltrino, e si concentrarono su una micro-linea di difesa sul grande fossato di Pagliaroni-Treglio-Serroni, resistendo sino al 3 dicembre, quando vennero sconfitti.
Lo sfollamento di Lanciano, iniziato il 1 dicembre, fu interrotto alla volta del vicino paese di Frisa alla notizia dell'abbandono dei tedeschi del quartier generale di Treglio, e così la gente tornò in città; il 3 dicembre reparti dell'8ª Divisione Indiana e della 78ª inglese giunsero presso il convento di Sant'Antonio di Padova, come testimonia lo sfollato Angelo Ciavarelli, uscito dalle grotte del Ponte di Diocleziano dove stazionava con donne e bambini. La mattina del 3 dunque la truppe indiane marciarono trionfalmente con alcune cariche politiche della città per il Corso Trento e Trieste, raggiungendo Piazza Plebiscito. Tra i lancianesi a scortarli c'era un tal Angelo Ciavarelli, poi divenuto noto nel panorama politico cittadino per gli incarichi al Comune, e per la nomina di presidente onorario della sezione ANPI di Lanciano.
Tal Ciavarelli a differenza di lancianesi che combattevano dal 1941, chi morti, chi catturati dagli inglesi o dai tedeschi, si rifugiò con donne e bambini sotto il ponte, ed ebbe rapporti con il Comando Speciale installatosi al Municipio. Con il nuovo governo ottenne promozioni, a differenza di altri concittadini che dovettero faticare per ritornare a un normale rapporto sociale, dopo il loro ritorno in patria dalla guerra.
Il Maggiore Patterson si installò nel palazzo municipale, a capo dell'Allied Militaru Government, mostrandosi in alcuni casi assai spigoloso nella gestione dell'emergenza e della cosa pubblica.
Il periodo di ripresa sociale ed economico della città dal novembre alla fine dell'anno fu lento, segnato anche da una nuova incursione tedesca, con bombardamenti della città iniziati il 22 dicembre 1943, sino al 9 gennaio 1944, quando i bombardamenti si concentrarono nelle contrade. Dato che l'ospedale civile Renzetti e quello di via del Mare erano inagibili per danneggiamenti, vennero costituiti piccoli presidi di ricovero nel liceo ginnasio, nel seminario e nell'ex Casa del Fanciullo e nel Collegio Suore del Bambin Gesù.
Il 31 dicembre 1943 il generale Bernard Montgomery, dopo aver passato il giorno precedente a un concerto speciale nel teatro Rossetti di Vasto, lasciò l'Abruzzo partendo da un aereo sul campo di Villa Romagnoli, abbandonando di fatto il comando dell'VIII Armata per interessarsi alla preparazione dello sbarco in Normandia.
Il comando passò al generale Leese, che impose il coprifuoco alla città, mentre l'attività di ricostruzione e ripresa della vita quotidiana veniva riavviata. Tuttavia i frequenti bombardamenti tedeschi misero a dura prova i nervi del Comandante Patterson, che amministrava la politica di Lanciano, il quale scongiurò un secondo possibile sfollamento coatto della popolazione. Nel marzo 1944 un nuovo reparto di paracadutisti della Divisione "Nembo", proveniente da contrada Santa Maria dei Mesi, pacificò gli animi, e dal 29 marzo iniziò lo sgombero parziale delle truppe armate nella città. Tuttavia il 20 aprile 1944 un micidiale attacco a sorpresa tedesco danneggiò il corso principale e la Piazza del Plebiscito, con gravi danni alla torre civica, alla facciata del palazzo municipale, al Palazzo del liceo classico e al teatro comunale, mietendo delle vittime: 300 militari e 45 civili.
L'attacco aereo fu solamente un atto dimostrativo e beffardo dei tedeschi, volendo celebrare il compleanno del Fǘhrer.

### Fine della guerra e il miracolo economico
Il 6 ottobre 1944 l'Onorevole Giuseppe Spataro, delegato del Governo, celebrò il primo anniversario della guerriglia dei martiri ottobrini, mettendo in risalto il valore dei combattenti e dell'intera città. Il 25 settembre 1952 il Presidente della Repubblica Luigi Einaudi, riconoscente al popolo lancianese, per il sacrificio durante la guerra, decorò la città con la Medaglia d'Oro al Valor Militare.
Nel corso del dopoguerra, la città venne immediatamente ricostruita, poiché i danni bellici non erano particolarmente gravi, come era accaduto ai paesi vicini di Ortona, quasi completamente distrutta, Orsogna (che subì la stessa sorte), Fossacesia e San Vito Chietino. Vennero ripristinate le vie di comunicazione stradali e ferrate, e negli anni '50 ci fu la prima grande espansione della moderna città lungo il quartiere Cappuccini, con la costruzione successiva del velodromo comunale, successivamente lo stadio "Guido Biondi".
Nel 1954-56 ci fu la proposta del Senatore Raffaele Caporali di realizzare una provincia di Lanciano, distaccando il centro e alcuni comuni dalla provincia di Chieti, proposta di legge che fu avversata e infine non approvata
Nel 1968 la città fu sconvolta da una protesta delle operaie del tavacchificio cittadino, che intendeva ridurre il personale. L'azienda fu occupata e ci furono scontri. Sempre in questi anni, si costituì da parte degli intellettuali della città, la sezione locale di Italia Nostra, per osteggiato un progetto di realizzazione di una raffineria di petrolio nella valle del Sangro, definita la "Sangro chimica".
Negli anni '60-'70 si svilupparono i quartieri di Sant'Antonio in direzione di Fossacesia, presso la cava di breccia, dell'ospedale nuovo, e del rione popolare Olmo di Riccio, alle porte di Santa Giusta.
Negli anni '80-'90 ci fu l'apice dell'espansione edilizia della città nel rione Cappuccini, con la costruzione di numerosi stabilimenti industriali, e in zona Villa Stanazzo, con la costruzione completa del nuovo quartiere residenziale di Santa Rita.
Benché provata in parte dalla crisi economica del 2008, Lanciano ha saputo risollevarsi con la costruzione di un nuovo complesso industriale nelle campagne di Treglio, già avviato negli anni '90, collegandosi perfettamente con il casello dell'autostrada A14, e negli ultimi anni, con le nuove politiche, incentivando l'economia del turismo, data la fama mondiale della città per il Miracolo Eucaristico.